# Архитектура Великого княжества Литовского

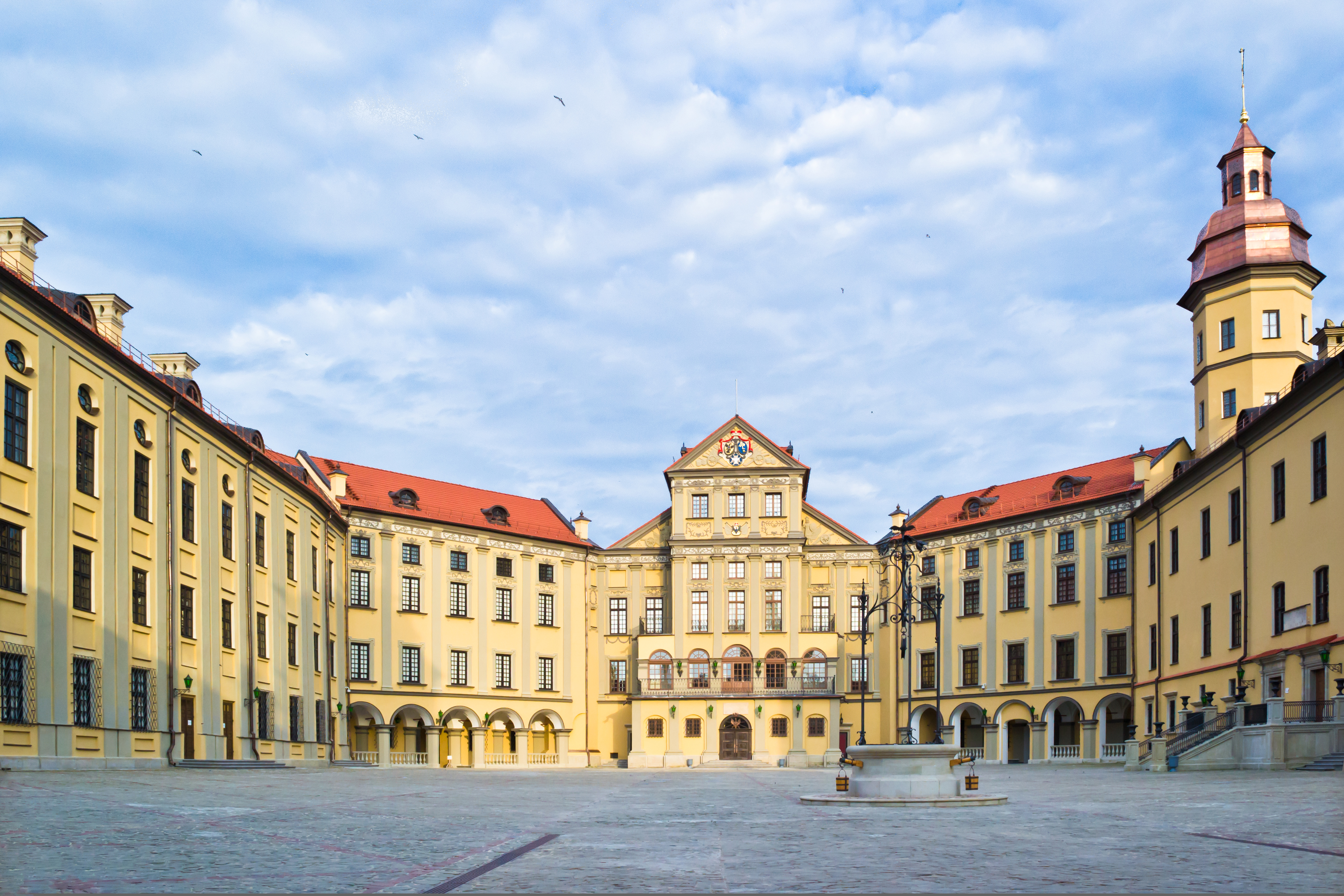
Несвижский замок

Архитектура Великого княжества Литовского ― совокупность традиций строительства и архитектуры зданий и сооружений, созданных на территории Великого княжества Литовского, в соответствии с их назначением, техническими возможностями и эстетическими воззрениями общества XIII—XVIII веков, а также особенности и традиции градостроительства в Великом княжестве Литовском.
Рост городов и городское самоуправление в XIV — первой половине XVI века привели к становлению новых форм городского зодчества (ратуши, церкви, костёлы, торговые ряды и др.). В конце XVI ― первой половине XVII века осуществляется широкомасштабное строительство частновладельческих городов, под влиянием архитектуры ренессанса сформировалась их регулярная пространственно-планировочная композиция. Барокко в Великом княжестве Литовском (конец XVI — середина XVIII веков) исследователи подразделяют на раннее, зрелое (белорусское) и позднее (виленское). Своеобразная архитектурная система барокко, получившая название виленской, оформилась на протяжении XVII—XVIII веков. От белорусского барокко XVII века с его строгой сдержанностью, внушительностью и экспрессией виленское барокко отличалось легкостью и свободой. Храмовая архитектура сформировалась в первой половине XVI века, когда стал характерен новый тип храмов, приспособленных к обороне и входивших в систему городских укреплений или бывших отдельными пунктами в окрестных деревнях.

## Строительные материалы

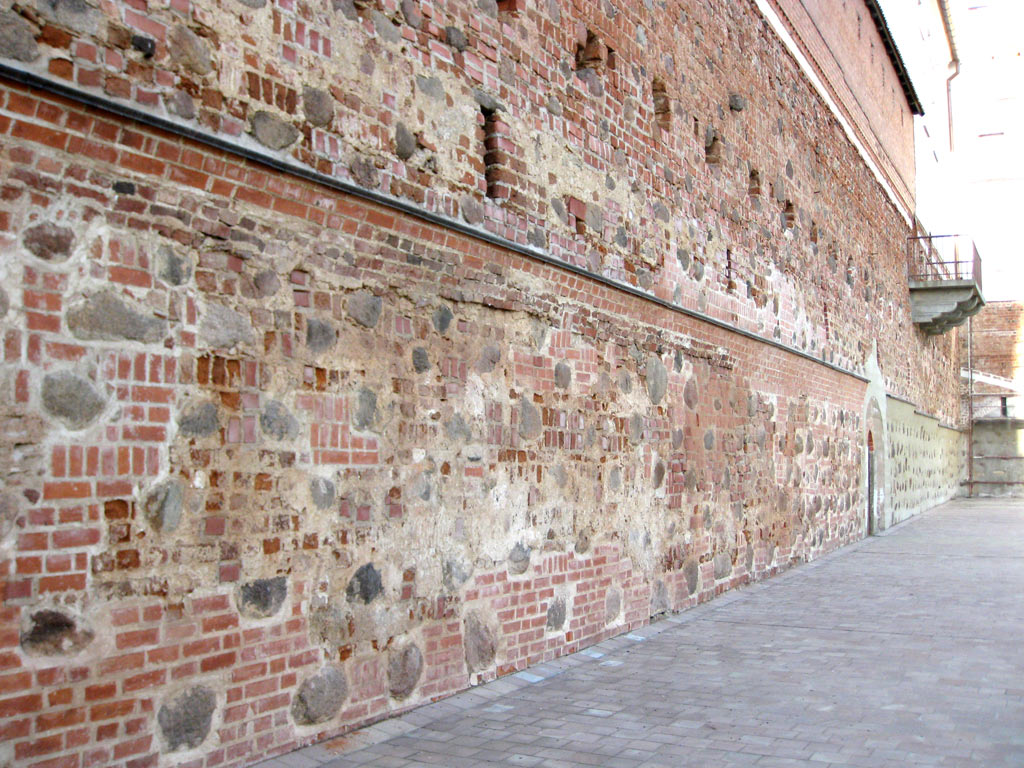
Стены Мирского замка

Основными строительными материалами замков служили дерево, кирпич и камень. Кирпич, применявшийся для строительства монастырей и замков, имел форму тонких и сравнительно широких плиток. В письменных источниках того времени он называется греческим словом «плинфа» (плинт, плинф). Глину разминали в большой яме, затем ею заполняли деревянную форму. Потом этот сырец складывали в штабеля и сушили две недели, после чего обжигали в специальных печах. Позже наряду с плинфой начали делать и брусковый кирпич, уже распространившийся в Европе.
Для фундамента сооружений брали валуны, при смешанной кладке стен ― более-менее плоские крупные камни, в основном гранит, гнейс или кварцит. Камни шлифовались. Для декоративности иногда использовался пирофиллитовый сланец (так называемый красный шифер) ― в частности, в сооружениях Киева, Чернигова, Гродно, Овруча. Также для отделки иногда употреблялись местный плиточный известняк, речной ракушечник.
Связующим материалом была известь, получаемая обжигом. Заполнителем раствора служил мелкотолчёный кирпич. В кладке волынских замков кроме толчёного кирпича в качестве заполнителя использовали ещё и толчёный мел. При строительстве из валунов и крупноразмерного кирпича (Новогрудский замок, Лидский замок, Кревский замок, Густынский монастырь на Черниговщине, Троицкий монастырь-крепость в Межиричах) использовали трёхслойную кладку (2 кирпичные стены, а между ними забутовка из мелких камней и битого кирпича, залитая известковым раствором).
Для полов в замках, монастырях и дворцах использовались поливные керамические плитки. Их укладывали диагонально по отношению к оси здания, покрывали поливой одного из цветов ― жёлтого, зелёного или вишнёво-коричневого. Были плитки и с разноцветной росписью, с орнаментом.
В кладку сводов зданий часто включали керамические сосуды. В современной архитектуре их называют голосниками. Они служили не только для лучшей акустики здания, но и облегчали вес свода. Голосники есть в сооружениях Волыни, Чернигова, Полоцка. Много их заложено, например, в стенах гродненской Коложской церкви.

## Дворцово—замковое строительство
Великое княжество Литовское образовалось в середине XIII век на землях современных восточной Литвы и Северо-Западной Белоруссии. Вскоре оно уже включало в себя всю территорию современных Литвы и Беларуси, а также существенную часть территорий Украины (Волынь, Подолье, Киевщина, Черниговщина, Северщина, Дикое поле), России (Смоленщина, Брянщина) и Польши (Подляшье). В  это государство вошли города, возникшие ещё в Киевской Руси, ставшие впоследствии экономическими, административно-политическими, военно-оборонительными и культурными центрами Великого княжества Литовского. Определяющая особенность архитектуры и градостроительства этого времени ― оборонительный характер сооружений. Оборонительная система городов сочетала естественные преграды (крутые берега рек, склоны) и искусственные укрепления. Детинец и город окружались рвом и земляным валом с укреплениями из брёвен. Такая система обороны соответствовала тогдашней тактике внезапных нападений. С распространением осадной тактики появился и новый тип оборонного зодчества — крепкие деревянно-земляные сооружения с внутриваловыми глиняно-каменными и деревянными конструкциями (Дрисса, Давыд-городок, Быхов, Гомель, Радошковичи, Глуск, Пинск, Сураж). Позже основой обороны многих городов (Владимир-Волынский, Каменец, Брест, Новогрудок, Крево и др.) стали многоярусные прямоугольные или круглые в плане каменные башни — «столпы».
Вплоть до XIV- XVI вв. большинство оборонных сооружений Великого княжества Литовского оставались деревянными, несмотря на то, что первые каменные элементы в архитектуре замков появились ещё в XII веке., близ которых возникали постоянные сельские поселения. Но защита от врагов требовала мощной фортификационной системы, и на рубеже XV века начинают строиться каменные замки. В XV—XVI веках расширяется строительство каменных и деревянных частновладельческих замков, введение же в военное строительство западноевропейских фортификационных систем способствовало постепенному превращению замков в дворцово-замковые комплексы, сочетанию в них общественных и оборонительных функций.
Значительное влияние на развитие оборонного строительства оказало соседство с европейскими странами, что проявилось в распространении романского и готического стилей в архитектуре. В Великом княжестве Литовском сложилась местная разновидность готического стиля, характеризовавшаяся пластичностью форм и торжественным монументализмом. Получило распространение строительство частновладельческих замков регулярной или свободной в плане формы, на естественных или насыпных возвышенностях, с развитой системой обводнения (замок князей Чарторыйских в Клевани (1495), замок Радзивиллов в Олыке (1534), Тракайский замок (XIV в.), замки в Свирже (1485), Смолянах, Геранёнах). Они имели мощные стены и башни ― последние служили и для жилья. Часто к замку пристраивался дворец с несколькими помещениями и замковой церковью.

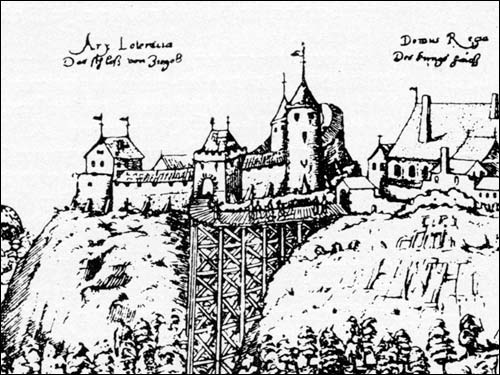
Замок Витовта на гравюре третьей четверти XVI века.

Гродненский замок возник во второй половине или конце XI века как пограничная крепость и стал ядром будущего Гродно. На рубеже XIV—XV веков великий князь литовский Витовт на месте крепости выстроил из камня и кирпича (кирпичом выравнивались ряды валунов и облицовывались башни) готический пятибашенный замок со стенами толщиной более 3 метров. Около 1500 года замок перестроен. В чисто же романской архитектуре преобладала одна функция ― оборонительная, и для замковой архитектуры Великого княжества Литовского, вплоть до XV века, до развития артиллерийской техники, характерны признаки, свойственные романскому зодчеству: с развитием техники арбалетной, а позже пушечной, увеличивается высота башен и стен, усложняется композиция замковых комплексов. Верхняя церковь имела базиликальный тип, массивность и статичность форм, каменные своды. Во внешнем оформлении — барельеф, аркатура, перспективный портал. При её строительстве применялась не готическая, а вендская кладка.
В конце XIII — первой половине XVI века строятся новые и перестраиваются из старых, чаще всего деревянно-земляных укреплений, крепости и замки на белорусских землях, на Волыни, в Подолии, в городах Вильне, Каменце-Подольском, Луцке.
Крепость Каменца-Подольского возведена братьями Кориатовичами, правившими Подольским княжеством в 60—90 годах XIV века, она представляет собой сложный архитектурный ансамбль, последующими перестройками приспособленный для защиты от пушечной стрельбы.

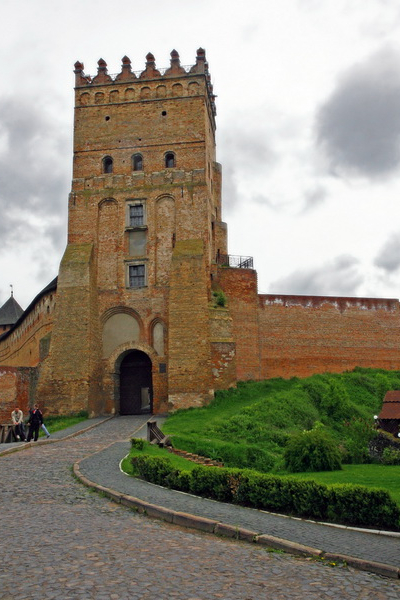
Луцкий замок

Один из немногих сохранившихся замков Великого княжества Литовского на Украине — Луцкий, строительство которого началось в XIV веке при волынском князе Любарте. Это замок с высокими прямоугольными в плане башнями и мощными, неприступными стенами высотой до 14 м. В плоских полуциркульных нишах, кое-где украшавших фасады башен, как и в двухступчатых с полуциркульными завершениями оконных проёмах, ещё проступают черты древнерусской архитектуры. Но стрельчатые порталы свидетельствуют о влиянии готики.
Возводятся монастыри, которые становятся укреплёнными территориями: Жидичинский Николаевский монастырь близ Луцка (XIII в.), Загоровский монастырь близ Владимира-Волынского (XIV в.), Милецкий Николаевский монастырь (Мильцы на Волыни, XIV в.), Витебский Свято-Троицкий Марков монастырь (XIV в.), Витебский Свято-Духов монастырь (1380-е гг.), Лукомльский Николаевский монастырь (XIV в.).
Под влиянием фортификационного зодчества Италии в Европе распространилось строительство укреплений бастионной системы, пришло оно и в Великое княжество Литовское (Заславль, Несвиж). Оборонительные замки, препятствовавшие татарским набегам, встали от Восточного Подолья до Днепра.
Из них выделялись Лидский замок (1330-е гг.), Рогачёвский замок королевы Боны Сфорца (XVI в.) с водяным рвом, земляным валом и мостом на цепях.
Крупнейшим же деревянным замком в южных землях Великого княжества Литовского был киевский, построенный зодчим Иваном Служкой в 1542 году: с четырнадцатью шестигранными башнями, из соснового дерева. В нём находились резиденция старосты, помещение для гарнизона, многочисленные служебные комнаты, четыре церкви, костёл. Стены замка были обмазаны глиной, оштукатурены и покрашены. Замок с шестью башнями, тоже из сосны, в 1544 году возведён в Житомире.
Самым небольшим в оборонительной линии был Черкасский замок (1549). В готическом стиле построены ворота городской стены с часовней в Вильне (Острая брама, 1503—1522). Своеобразно проявились черты ренессанса в архитектуре замков и дворцов, строившихся в XVI — первой половине XVII века в поместьях магнатов. Например, башни XVI века замка Острожских в Остроге увенчаны высокими аттиками и своеобразными «коронами» с развитой аркатурой и декоративным парапетом с фронтонами, волютами и резным декором.
Те же черты есть в замках в Бережанах (1534—1554 гг.) и Меджибоже (XVI в.), в Ляховичах, Заславле, Любче.
Ещё чётче ренессансные черты проявились, например, в замках в Олыке на Волыни с аттиком над воротами (1564),
в Збараже (1631), построенном (частично) по проекту выдающегося итальянского зодчего Винченцо Скамоцци, замке в Чашниках, в перестройке Мирского замка в конце XVI века.
Образцом оборонного замка ренессансного стиля является и резиденция Сенявских в Бережанах: в виде многогранника, к двум сторонам которого во дворе пристроены трёхэтажные жилые помещения, казарма и часовня.
В 1586—1589 годах Крыштофом Радзивиллом построен Биржайский дворец-замок с искусственным озером. В XIV веке в Вильне построены несколько каменных замков для великих князей литовских (Виленские замки). В XIV веке возведены Медницкий замок близ Вильни с толстыми двухметровыми стенами, пятибашенный замок в Орше (1398).
Нынешняя столица Беларуси, город Минск, в начале XVII века была обнесена земляным валом с бастионами. Длительное время город оставался деревянным. В 1582 году была построена двухэтажная каменная ратуша
и несколько каменных храмов в стиле барокко (иезуитский костёл Девы Марии, костёлы монастырей бернардинцев и бернардинок).
В 1795 году в Минске было 11 каменных храмов и 6 деревянных.
Приёмы фортификационной архитектуры в Речи Посполитой известны, например, по работе Юзефа Нароновича-Наронского (1610—1678) «Военное строительство» («Architectura militaris to jest budownictwo wojenne», 1659), где 10 рисунков с комментариями посвящены строительству в Великом княжестве Литовском.

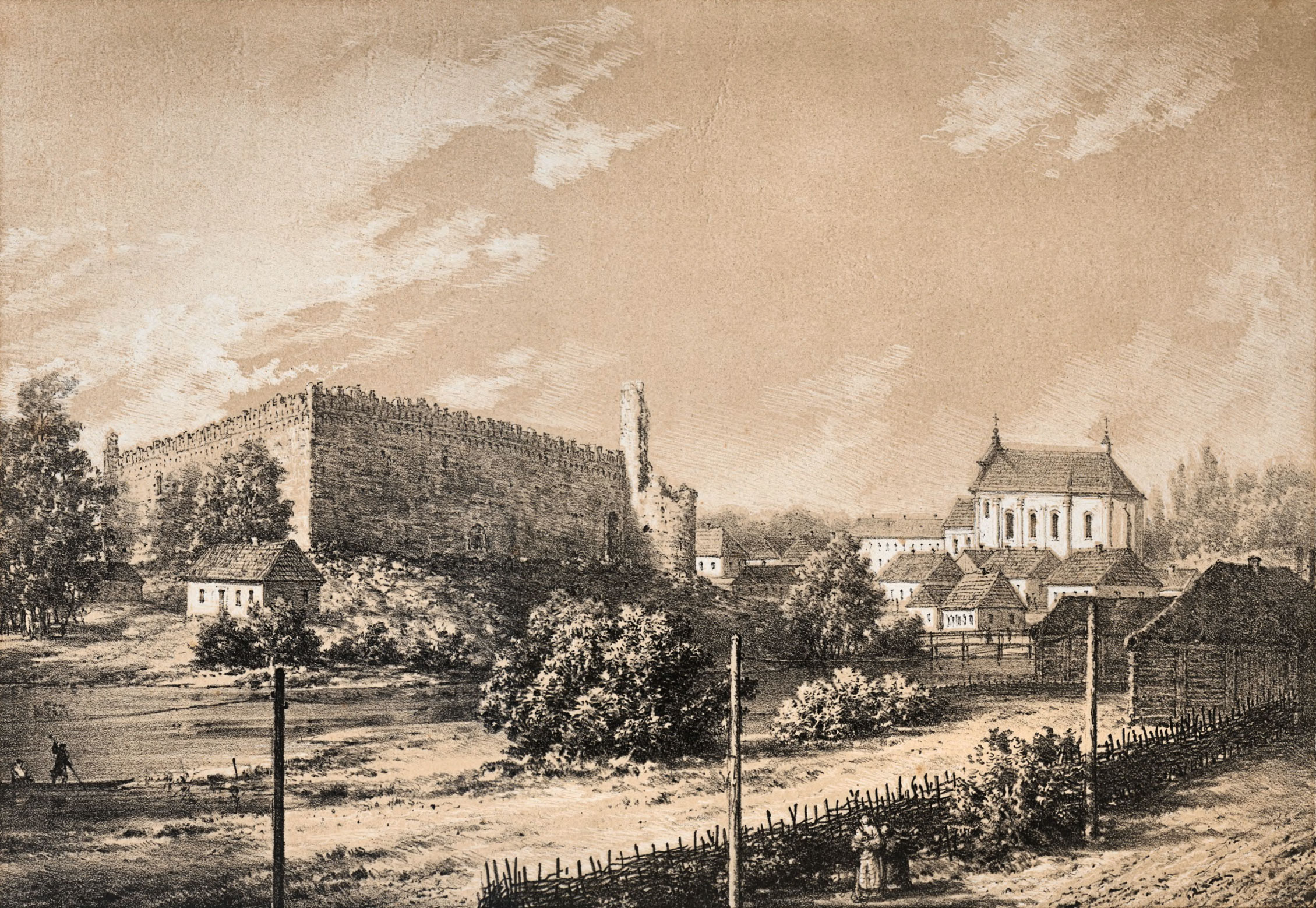
Н. Орда. Лидский замок
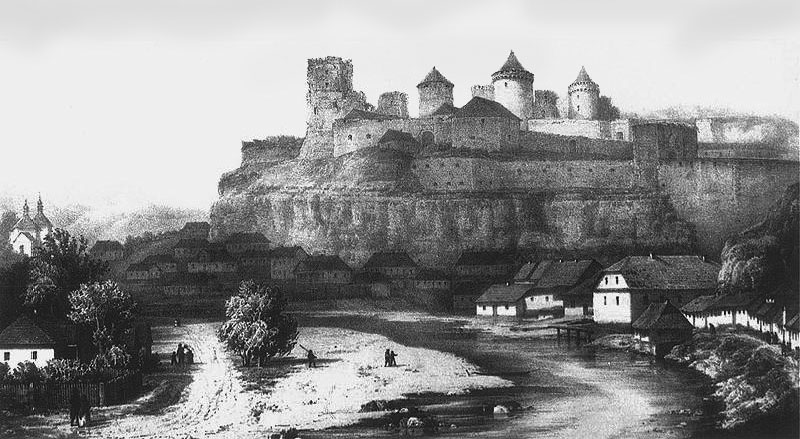
Н. Орда. Каменец-Подольский замок
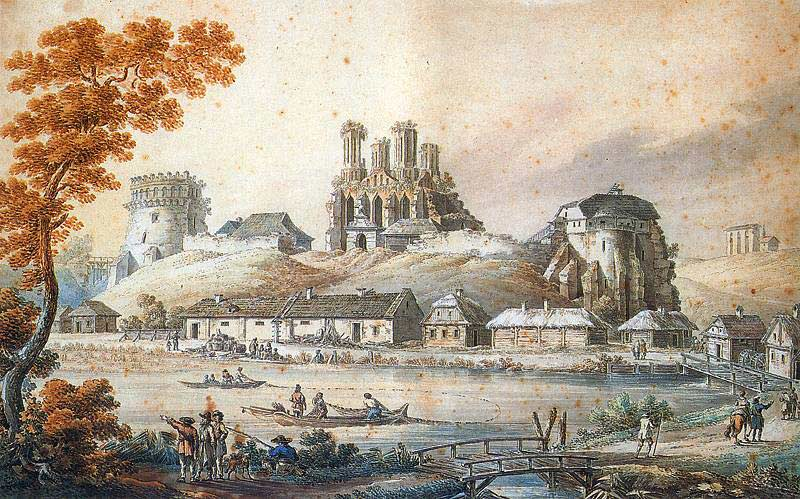
Острожский замок. Рисунок Зигмунта Фогеля (1796)
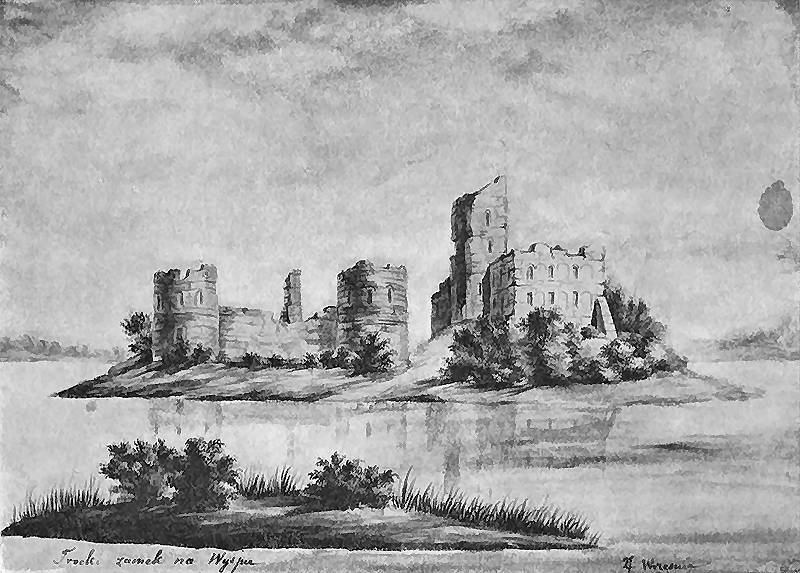
Н. Орда. Тракайский замок
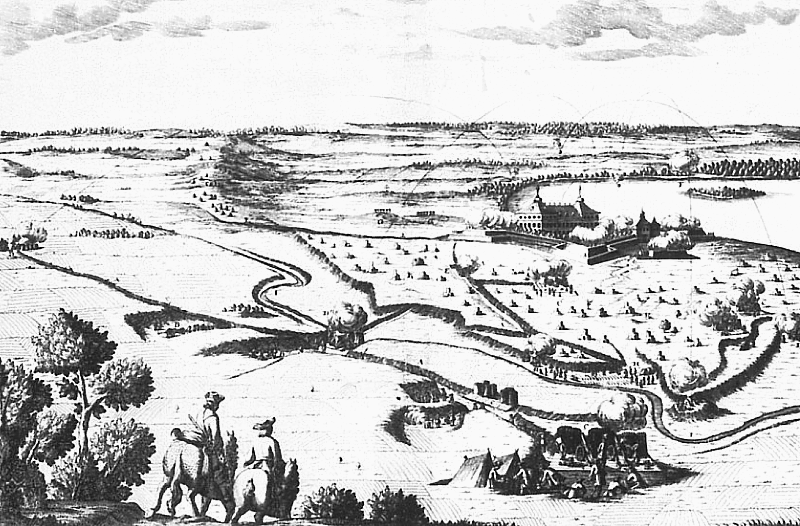
Биржайский замок-дворец на шведской гравюре 1704 года
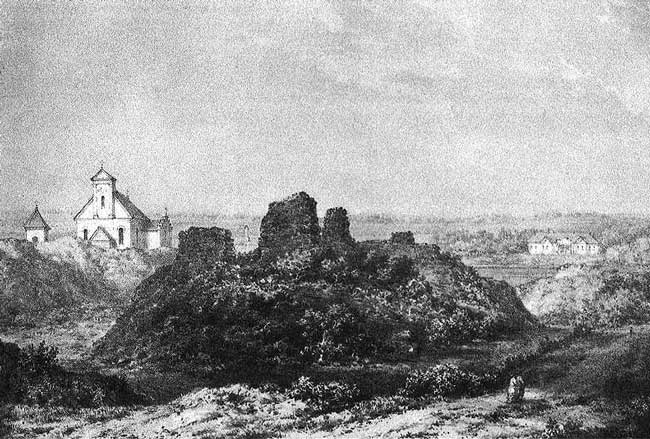
Н. Орда. Развалины Геранёнского замка

## Городское строительство

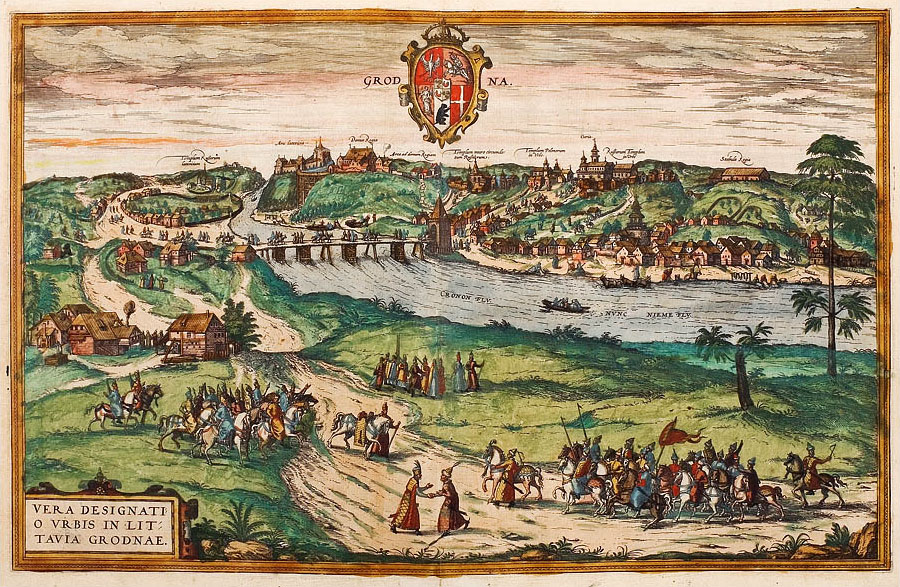
Город Гродно на немецкой гравюре XVI в.

Необходимость защиты определила и облик средневекового города. Он имел внешние укрепления, опоясывающие всю городскую территорию. В систему укреплений включались реки, водоёмы.
До XVIII века квартальная планировка не была характерной для большинства городов и особенно местечек.  Основной системой планировки малых городов и местечек ВКЛ, была так называемая веерная, образованная рядом улиц расходившихся в различных направлениях от торговой площади, радиальные улицы не пересекались. Иногда такая улица могла расходится в различных направлениях, а потом вновь сходится перед городскими воротами. Улицы являлись продолжением дорог, связывавших город с окрестностями. В начале таких улиц в стене делали въездные ворота. Позже радиальные улицы городов соединялись поперечными полукольцевыми улицами и создавали радиально-кольцевую систему.
В XV—XVI веках обычно формировалось два городских центра: замок князя и рыночная площадь с торговыми рядами; в городах, получивших магдебургское право, на площади возводилась ратуша. С развитием ремесла и торговли расширялись посады, их планировка стала более упорядоченной, мостились улицы. По периметру площадей и на близких к ним улицах размещались дома ремесленников и торговцев, при строительстве которых иногда использовалась техника «прусского мура». Дома в городе обычно строились деревянные, одноэтажные, исключение составляли особняки, здания для городских властей, культовые сооружения.

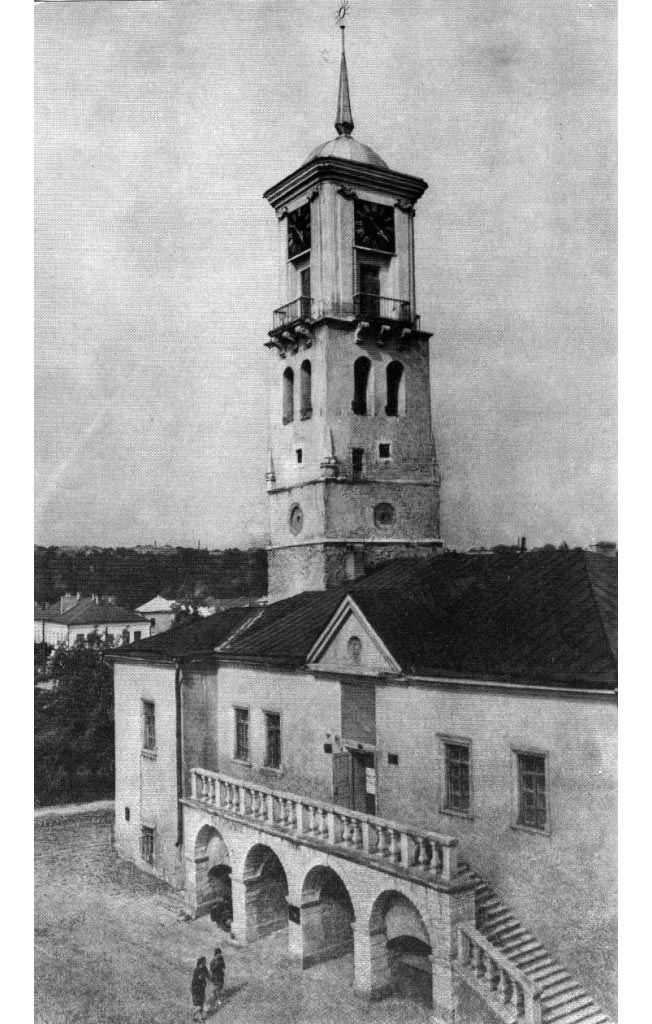
Городская ратуша XIV в. в Каменец-Подольском

На торговых площадях городов и крупных местечек строили гостиные дворы, важницы и корчмы (аустерии). С XVI века размещение последних регламентировалось Статутами княжества, великокняжескими и королевскими привилеями. Например, Статут 1529 года (раздел 3, ст. 17) запрещал строительство аустерий «пакутных, на местах неслушных», а Могилёвская устава 1594 года рекомендовала их строительство «на гостинцах, и то не близко села… на местах некоторых назначоных, где домы въездные для людей переезджых… врад збудовати повинен». Некоторые крупные города и монастыри имели своих мастеров-строителей (дойлидов), с XVI века они были уже при замках, в усадьбах магнатов.
В XVI—XVII веках, ряд городов, преимущественно частновладельческих, под влиянием ренессансной градостроительной культуры, преживают серьезные перепланировки, приобретая форму законченных геометрических фигур (круг, полукруг, квадрат, прямоугольник). Выделяются два различных подхода к обороне городов. Первый предусматривал создание мощного внешнего оборонительного пояса (Слуцк, Старый Быхов, Речица), когда акцент обороны переносился на периферию. Во втором случае, замок магната занимал особое от города положение (Несвиж, Мир, Любча). В частновладельческом строительстве с середины XVII века место городов-крепостей, строившихся всё реже, занимают замки с неукреплёнными городами или местечками. В период позднего барокко они имеют черты не столько крепостного, сколько усадебного характера. Таковы, например, верхнеднепровские города Сенно и Шклов. В описании последнего, сделанном во второй половине XVIII века, говорится: «В каменном торговом дворе лавки располагались извне и внутрь. Над двумя воротами были возведены башни, из коих в одной ― шкловская ратуша, в другой находится кладовая. К углам поставлены пирамиды, под коими выкопаны колодцы; во все стороны по прорезу углов проведены пространные улицы, и домы хотя все деревянные, однако на один образец построены. При нём почтовый дом, греческая церковь, каменный девичий монастырь, каменный магазин и каменная жидовская школа… Выезжая из оного, встречаются две планированные, липами усаженные дороги, из коих влево ведёт к пространному каменному господскому дому, а вправо ― к Могилёву».
В 1579 году королём польским и великим князем литовским Стефаном Баторием по ходатайству ордена иезуитов и папы римского Григория XIII основано первое высшее учебное заведение в Великом княжестве Литовском — Академия и университет виленский (Almae Academia et Universitas Vilnensis Societatis Jes). Ансамбль Виленского университета, вобравший в себя за четыре века самые разные архитектурные стили, в настоящее время занимает чуть ли не весь квартал старого города. Начав формироваться около 1570 года, он, благодаря иезуитскому ордену, обрастал новыми домами и дворами и ныне состоит из 13 дворов (двор библиотеки, двор обсерватории, двор бурсы и др.) с 12 соединяющимися зданиями, костёлом святых Иоаннов и колокольней.

### Местечки
Кроме городов и деревень, в Великом княжестве Литовском сложились такие виды поселений, как местечко (сочетало черты города и села), фольварк (панский двор с запашкой, комплексом хозяйственных построек и зданий для прислуги),
застенок (обособленные участки земли, на которых селилась малоземельная шляхта), выселки (несколько дворов, выселившихся из деревни), околица (небольшое поселение шляхты, не имевшей крепостных).
Местечки занимали своеобразное положение в исторической системе поселений Великого княжества Литовского. Они, как поселения переходного типа между деревней и городом, объединяли в себе уклад деревенской и городской жизни, быт крестьянина и горожанина.
Возникли местечки в связи с торгами, которые в первой половине XV века проводились близ великокняжеских и крупных шляхетских имений. Некоторые местечки появлялись одновременно со строительством замков (Иказнь, 1504, Мощаница, 1546), другие ― при замках, уже существующих (Вороничи, 1563, Сураж, 1564). Ряд местечек образовался вблизи монастырей на церковных землях (Барколабово, 1623, Жировичи, 1643, Игумен, Видзы), а при осуществлении волочной померы ― на месте былых деревень (Мотоль) и на неосвоенных землях (Смолевичи, Липск, Васильково). Со временем они развились в своеобразные межгородские торгово-ремесленные центры. С развитием торговли закладывались местечки и на трактах (Милейчицы, Нача, Барань, Старобин).
Некоторые местечки насчитывали до 300 дымов, в XVI веке — до 1500 жителей.

## Архитектура и планировка села
В Великом княжестве Литовском самые маленькие деревни состояли из 10—20 и менее дворов, наиболее крупные имели более 100 дворов. Обычная планировка сёл до аграрных реформ XVI века — скученная и линейная; крестьянские усадьбы в сёлах строились погоном в 1 или 2 ряда; иногда строился веночный двор в виде замкнутого четырёхугольника. Линейность была обусловлена природно-географическими условиями местности ― границами берегов рек и озёр.

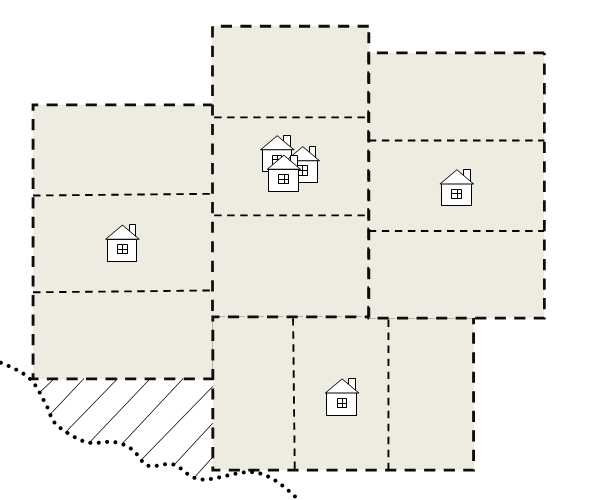
Схема земельного владения в Великом княжестве Литовском.
Жирным штрихом показаны границы волок («стены»), менее жирным — деление волоки на три части, дом обозначает крестьянский двор («дым»), несколько домов — деревню, пунктиром показана граница владения, штриховкой — «застенок»

Оказала влияние на уличную планировку земельная реформа 1557 года — «волочная помера», изменившая форму землепользования и землевладения.
Вместо деревень скученного типа создавались новые, обязательно с уличной планировкой согласно разработанному и утверждённому плану — «Уставы на волоки». Урядовым комиссарам и коморникам предписывалось подыскивать места близ рек и озёр, находить оптимальные условия для управления деревней: устраивались так, чтобы жители семи волок могли обрабатывать одну панскую волоку.
Новые деревни были в основном небольшими, в 10—20 дворов. Улица проводилась по всей ширине третьего поля, вдоль нарезались участки по 3 морга под дворы. За надел огородники работали в великокняжеских или панских имениях один день в неделю без коня, а их жёны ― 6 дней за лето.
В крестьянскую усадьбу входили хата и хозяйственные постройки (клеть, истопка, хлев, погреб и др.), в панскую — дворец (с просторным и богатым интерьером, дорогим, нередко привозным, убранством), комплекс сооружений, часто и производственных, парк, парадный двор.
Хаты, как и у многих европейских народов, были срубные (из сосны, реже ели), слегка приподнятые на деревянных колодках (штандарах) или камнях, с различными способами решения углов. Пол в хатах был деревянный, земляной или глинобитный. Крыша обычно соломенная, двухскатная или четырёхскатная, переходные формы — трёхскатная и с «причёлком» (скат четырёхскатной крыши над поперечной стеной); обязательно настилался потолок. Крыши чаще делались на стропилах, на границе расселения с русскими и украинцами — на сошках.
Украшали хату скромно — конёк на крыше, резные наличники, художественная шалёвка фронтона. Обстановка крестьянской хаты была простой (стол, лавки, скамеечка, сундук, спальные места — полок, полати); интерьер был однотипный по всему пространству хаты (печь в углу возле входа, по диагонали от печи — красный угол); мебель деревянная, практичная в пользовании. На Украине хаты белили, иногда расписывали стены.
Благодаря погодным условиям, в большей части украинских земель сформировался открытый тип двора. В нём земельный участок, прилегающий к дому, оставался открытым. Хозяйственные постройки чаще всего были полностью отделены от жилого дома (хотя встречалось и частичное, и полное присоединение хозяйственных построек к жилищу). Жилой дом находился в глубине двора, часто закрытый деревьями и кустарниками. Жильё было двухкамерным ― из отапливаемой избы и неотапливаемых сеней. Позже, в зависимости от состоятельности хозяина, погодных условий, особенностей этнокультурных контактов с другими народами, начали отапливаться обе части жилья, или иногда они имели разные входы.
В помещении были сени, дом и кладовая. Дом и кладовая находились по разные стороны от сеней. Иногда вместо кладовой строили второй дом. Всё вместе это называлось домом на две половины. Стены жилья возводились из местных строительных материалов в зависимости от ресурсов и возможностей. Существовало два типа конструкции стен ― срубный и каркасный. Первый встречался изредка, преимущественно в районах, богатых лесом. Каркас заполнялся глиной, перемешанной с соломой. В ряде районов наряду с глиной и соломой клали камни. Пол в доме был глиняный.
Основным строительным материалом на украинских землях было дерево. Даже на безлесном юге, где ставились мазанки, кое-где встречались и срубные. На Полесье в XIII веке строили простые срубные постройки ― клети, стебки, однокамерные дома. Неподалёку от дома ставили стебки ― удобную деревянную постройку также под двускатной деревянной крышей. Стены внутри здания обмазывали глиной, а вдоль отгораживали загородки ― засторонки, куда ссыпали на хранение свеклу, морковь и пр. Здесь на утоптанный пол ставили бочки и кадки с соленьями и другие припасы. Во время сильных морозов стебки обогревали горячими угольками, которые вносили в ящике или старом ведре.

### Панские усадьбы

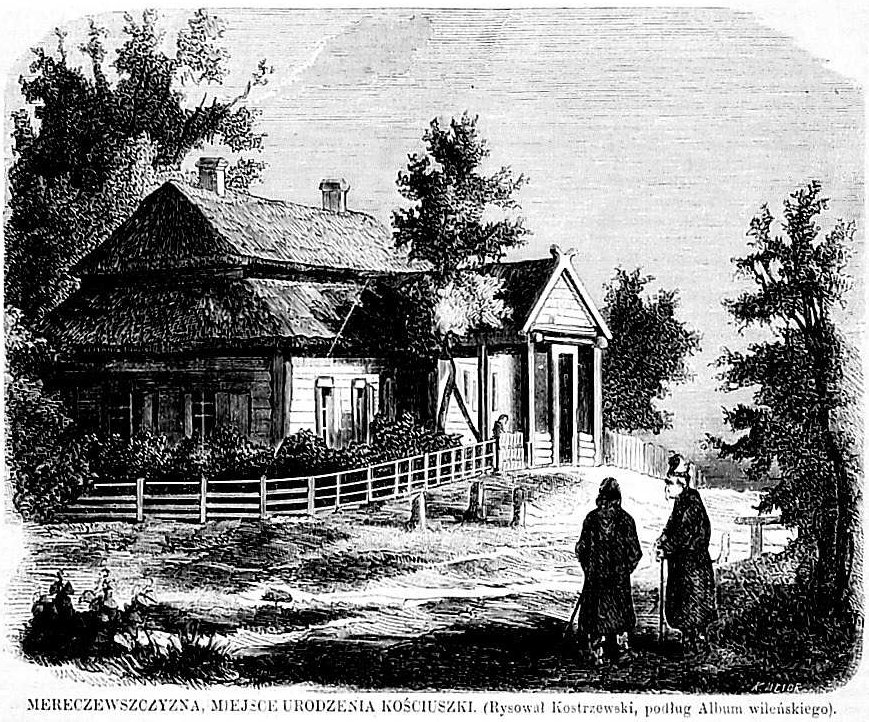
Панская родовая усадьба. Рисунок из «Альбома Виленского»

Комплекс строений панских усадеб был разным по размерам. В наиболее крупных были и жилые (большие дома с сенями, алькежами, светлицы), и хозяйственные (стайни, хлевы, клети, амбары и пр.) строения. При некоторых усадьбах работали водяные мельницы, рудни и кузни. Строения в усадьбах средней и мелкой шляхты в основном были деревянными и однотипными. Магнаты же строили дворцово-замковые ансамбли, используя камень и кирпич, дома возводили сложной многокомнатной планировки. В крупных усадьбах появился парк.
На фоне традиционных сельских усадеб выделялся дом-крепость в деревне Гайтюнишки, построенный в 1611—1612 гг. инженером и начальником королевских сооружений в Вильно Петром Нонхартом: двухэтажное кирпичное здание с четырьмя башнями по углам с узкими окнами-бойницами. Толщина стен около 1,5 метров. Дом-крепость был окружён сооружениями бастионного типа и рвом с водой. Видимо, из-за болотистости почвы сложенный из крупных камней фундамент выступает за периметр стен на метр.

## Храмовое зодчество

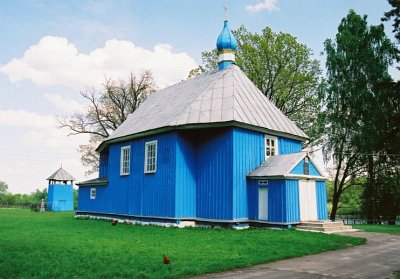
Свято-Никитская церковь (Здитово) (1602)

К XIV веку определились основные типы деревянных церквей: однонефные, одно- и трёхапсидные, трёхнефные и крестовые, с тремя притворами у южной, западной и северной сторон. Часто каждый из трёх срубов, составлявших здание церкви, имел свою крышу. Выработались два направления в храмовом строительстве: линейно-осевое и крестово-центрическое. Более всего строилось церквей с осевой композицией, когда объём (деревянный сруб) проходит по одной оси. Обязательным элементом был купол, разный в зависимости от местных традиций — от полусферы до луковичной главы. Особенностью церквей являлась пятиугольная алтарная часть, а не четырёхугольная, как в России. По классификации историка архитектуры В. Чантурии, в современном искусствоведении белорусские деревянные церкви Великого княжества Литовского делятся на односрубные с алтарным прирубком, трёхсрубные пространственные и пятисрубные пирамидально-центрические.
Позже, при расцвете барокко в Великом княжестве Литовском, распространение получил тип католического и греко-католического двухсрубного храма, где основной прямоугольный и пятигранный алтарный срубы накрывались общей двухскатной крышей с вытянутым коньком. Главный фасад делался плоским и украшался двумя симметричными квадратными или восьмигранными башнями.
Обычный вид украинской деревянной православной церкви в эпоху Великого княжества Литовского — трёхсрубный приземистый бескупольный храм «хатнего» типа с разновеликими двускатными шатровыми (или полусферическими шлемовидными) крышами. Сруб обычно обшивался досками, клавшимися горизонтально.
Деревянные костёлы в Великом княжестве Литовском зачастую возводились как временные перед постройкой каменных, они имели в объёме и простые, и сравнительно сложные формы: от обычного четырёхугольника до сложного римского креста. Основой здания был брусовый сруб, который обшивался вертикальными досками, а внутри отделывался гладким налётом. Двухскатная крыша крылась гонтом или дранкой. Над фронтоном устанавливались башенки для малого колокола и креста.
Архитектура каменных православных церквей сохраняет древнерусские традиции, хотя в конструкции и некоторых формах заметно влияние готической архитектуры. В костёлах повсеместно доминируют принципы готики. Среди заметных памятников монументальной архитектуры этого периода: собор Иоанна Богослова в Луцке, Маломожейковская церковь, церковь в Сынковичах, Успенская церковь в Зимно, Борисоглебская церковь в Новогрудке, костёл в деревне Ишколдь Барановичского района, Покровская церковь-крепость в селе Сутковцы.
Примечательны архитектурные памятники того времени: церковь св. Параскевы Пятницы (1345) в Вильно, построенная женой великого князя Ольгерда Марией Ярославной, собор Успения Богородицы (1346), основанный великим князем Ольгердом. В Киеве, после татарского разрушения храма, на средства князя Семёна Олельковича отстроился Успенский собор Киево-Печерского монастыря (1470, взорван в 1941 году, восстановлен в 2000 году), который являет собой продолжение восточной традиции храмового строительства в сочетании с определёнными западными заимствованиями, такими как готического происхождения ступенчатые фронтоны и контрфорсы.

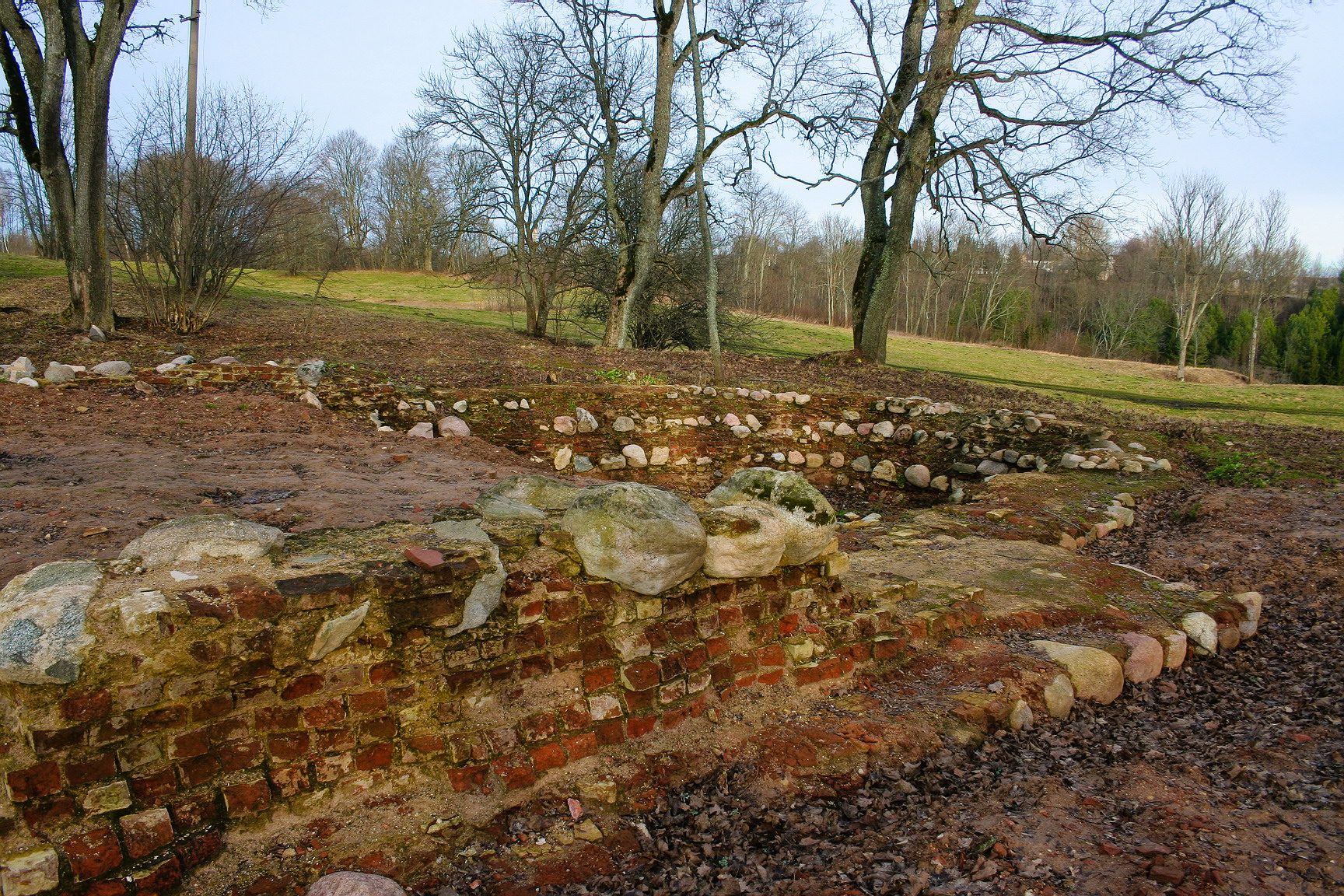
Остатки костёла в литовском местечке Дубингяй (1334), принадлежащего некогда Радзивиллам

При переходе великокняжеской династии и некоторых магнатских родов в католичество в Великом княжестве Литовском после Кревской унии начинают строиться первые костёлы уже не только для замкнутых торговых колоний, но и для местных жителей-католиков. Эти новые костёлы обогащают прежнюю замковую готику княжества готикой костёльной.
Первыми такими костёлами готического стиля были: костёл св. Николая (1387) в Вильно, виленская кафедра (в своём первом виде), сооружённая в 1407 году,
францисканский костёл в Вильно (1430). Далее построены два бернардинских монастыря: деревянный виленский с костёлом св. Франциска (1469) и деревянный монастырь с костёлом во имя св. Георгия (1471) в Ковно.
Готика в архитектуре на землях Великого княжества Литовского стремительно развивается через весь XV век, вплоть до второй половины XVI века. К XV веку в Великом княжестве Литовском уже 6 костёлов, в XV веке построены ещё около 50, в основном деревянные.
Некоторые исследователи
отмечают в архитектуре украинских церквей XIV—XV веков две тенденции: в монастырских или городских соборах (апостола Иоанна в Луцке, Богоявленская церковь в Остроге, Успенская церковь Зимненского монастыря, Троицкая церковь Межерицкого монастыря), как в типе, берущем начало от крестовокупольных построек, так и в пятиглавых композициях, ясно проглядываются древнерусские традиции. Но уже видно и то, чего не было ранее: другой характер пропорций, восьмигранные барабаны, декор белокаменных порталов, нерасчленённые фасады, покарнизные завершения. Это уже характерные черты архитектуры нового времени.

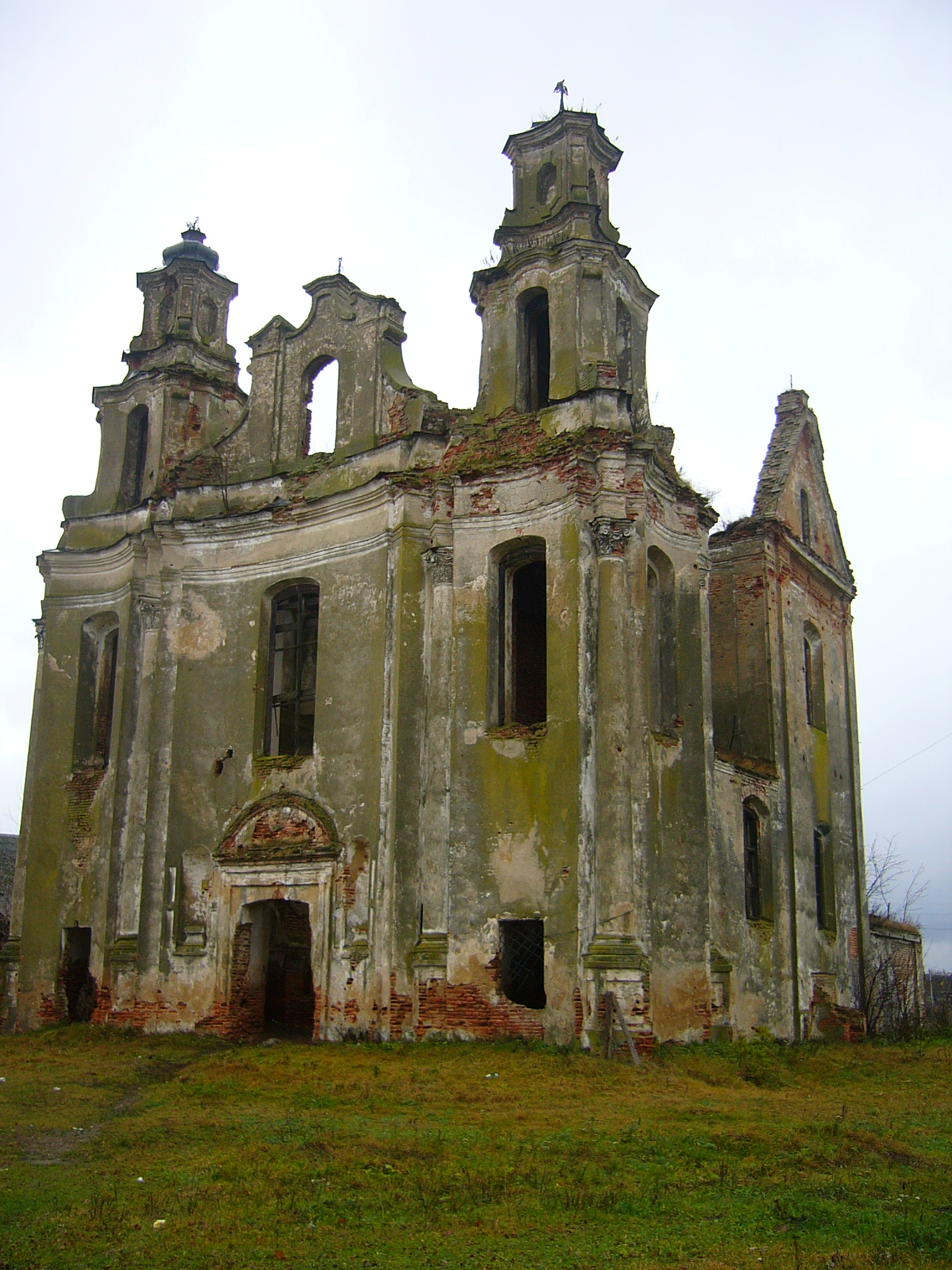
Костёл Девы Марии в Смолянах

В Вильно монахами-францисканцами возводится шедевр готической архитектуры — костёл св. Анны, в строительстве которого использовано 33 вида кирпичей.
В это время возведены Михновский Сретенский монастырь (XV в.) на Волыни, Пустынно-Рыхловский монастырь на Черниговщине (XV в.), Слуцкий Свято-Троицкий монастырь (ок. 1445) — былой центр православия, Толочинский Покровский монастырь (1604), основанный канцлером Львом Сапегой.
Черты готической архитектуры имели многие костёлы в городах и сёлах Великого княжества Литовского — они были каменными однонефными с пристройками, а также кирпичными зданиями, перекрытыми, как правило, нервюрными сводами с оконными проёмами стрельчатой формы, лишёнными декоративных элементов. Стройными пропорциями окон отличается Вознесенский костёл в Дрогобыче (1551) с прекрасными готическими резными порталами, белокаменным обрамлением окон и интересной настенной живописью, изображающей, в частности, нападение казаков на Дрогобыч. В Киеве ― Доминиканский костёл на Подоле (1610), перестроенный позже в Петропавловскую церковь, в Белоруссии ― костёл и монастырь бернардинцев (1595—1618) в Гродно — крупная трёхнефная базилика с элементами готики, каменные костёлы в Сапежинке, Деревной (Столбцовский район).
В середине XVI века с приходом Реформации началось строительство протестантских храмов («кальвинские сборы»).
Великий канцлер Литовский Николай Радзивилл Чёрный основал на Минщине ряд сборов: в Клецке, Койданове, в деревне Новый Свержень (Столбцовский район). Его сын Николай Христофор Радзивилл Сиротка, приверженец католичества, около 1590 года преобразовал их в костёлы.
На основе образцов готики (костёл св. Анны и бернардинский в Вильне) и местных строительных традиций (Ишкольдский Троицкий костёл, 1472) сложилась здешняя разновидность готического стиля, для которой в культовых сооружениях характерны пластичность форм, торжественная монументальность. Культовые здания приобрели черты ренессанса. Его черты прослеживаются и в архитектуре многочисленных украинских церквей XVI — первой половины XVII века на Волыни и Подолье. Это были трёхчастные или двухчастные, иногда — триконховые однонефные церкви, увенчанные одним, двумя или тремя верхами, в типах и композициях которых продолжались традиции предшествующего времени и народной архитектуры. Ренессансными в них чаще всего были детали порталов, оконных наличников, некоторые элементы декора. Примером сочетания готики и ренессанса могут служить Троицкий костёл в Чернавчицах (1583) на Берестье, костёл в Сморгони (1553), заложенный как кальвинистский сбор, и костёл в Замостье близ Слуцка (начало XVII в.).

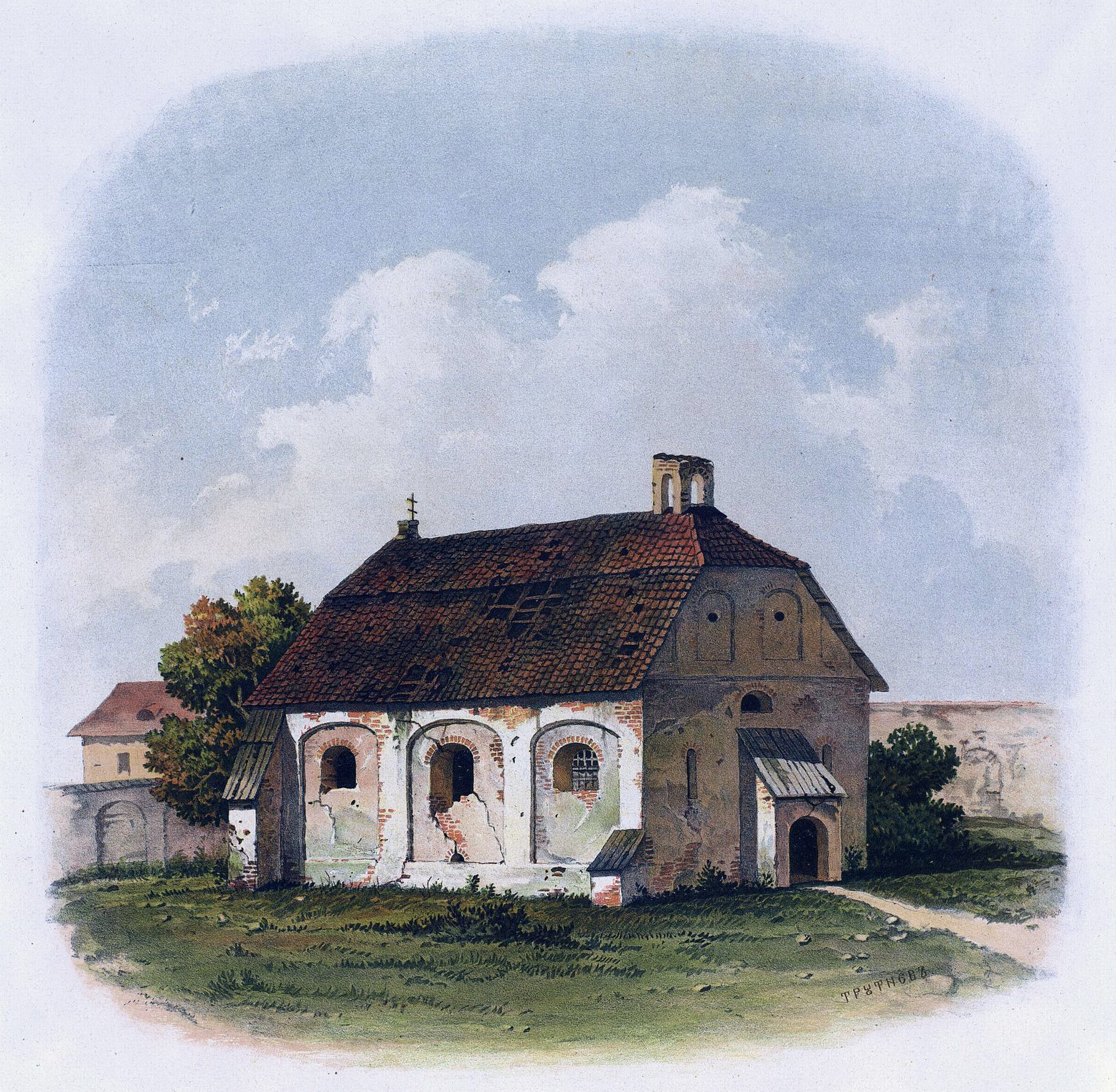
Виленская Пятницкая церковь
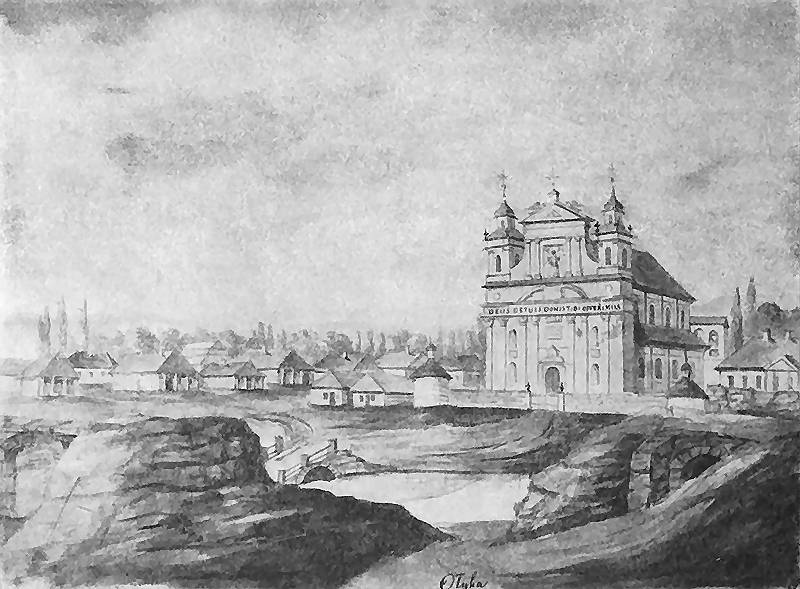
Н. Орда. Коллегиата Св. Троицы в Олыке
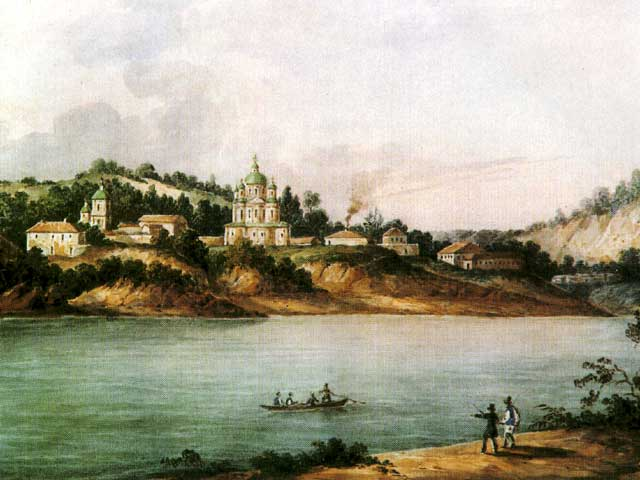
Межигорский монастырь. Картина Фёдора Солнцева (1843)
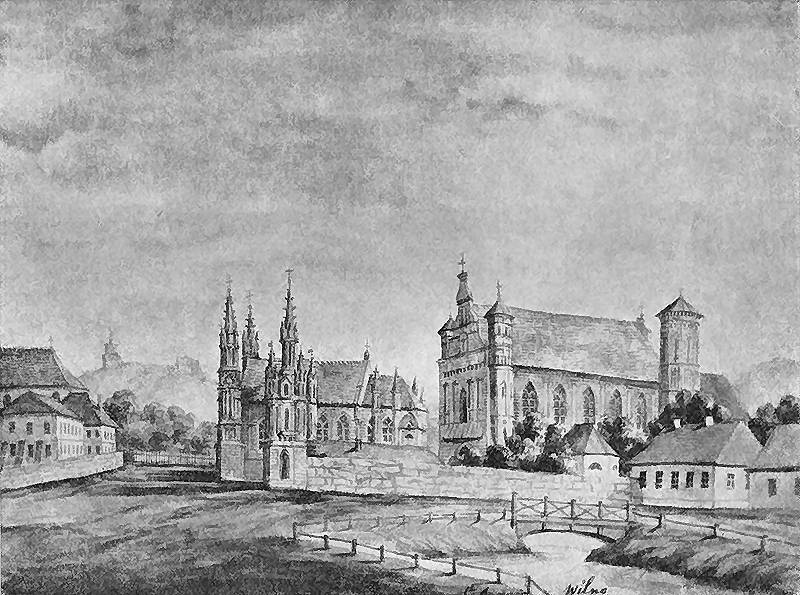
Костёл св. Анны в Вильно

### Синагоги
Поскольку евреи составляли значительную часть населения городов и местечек Великого княжества Литовского, синагоги являлись довольно распространённым типом религиозных строений. Не сохранилось примеров деревянной синагоги, которая в отличие от каменной была более традиционной постройкой. Так, главная синагога Пинска (1616) неоднократно горела и разрушалась. В пинском предместье Каралин, основанном в XVII веке, было несколько синагог, школ, лавок. На его месте сейчас здание Полесского университета.
Большая («холодная») синагога в Минске была построена в 1590 году и представляла собой типичное синагогальное здание. Около 200 лет здание синагоги использовалось как православный храм Петропавловского монастыря, и только в 1796 году оно было передано еврейской общине. В 1930-х годах синагогу закрыли. На её месте стоит здание института «Белпромпроект». Несколько позднее минской была построена синагога в Несвиже (XVI — начало XVII вв.). В 1589 году местные евреи получили от хозяина города князя Радзивилла Сиротки грамоту, дававшую им разрешение на строительство каменной синагоги. Она была разрушена в 1941 году. Также известна каменная синагога в Друе, построенная итальянским архитектором Антонио Парако, который там же построил костёл и монастырь доминиканцев.

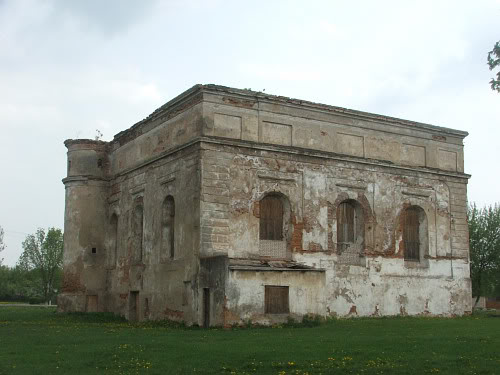
Синагога в Быхове
«Холодная» синагога в Минске. Фото 1928 г.
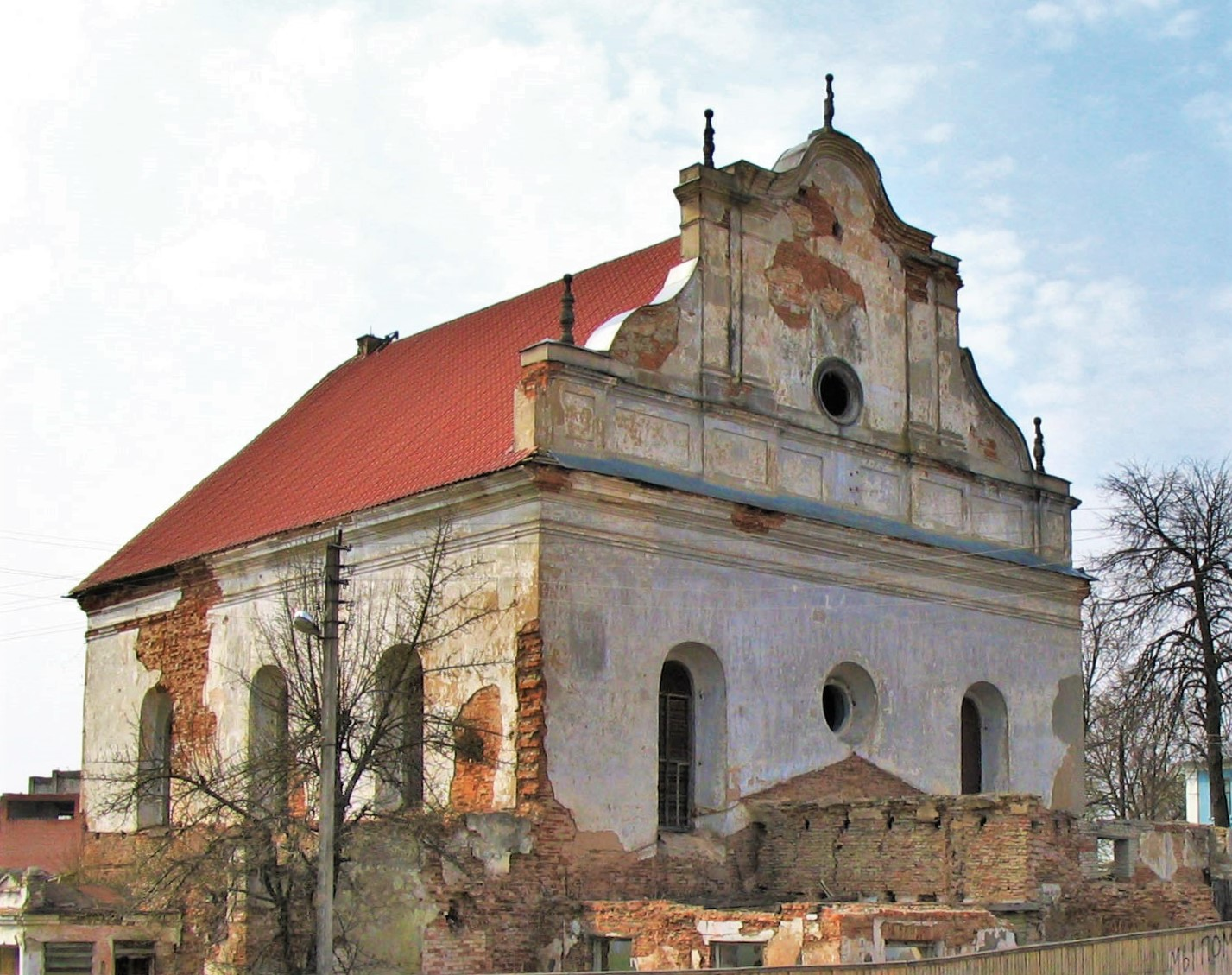
Слонимская синагога

## Периоды и стили архитектуры ВКЛ

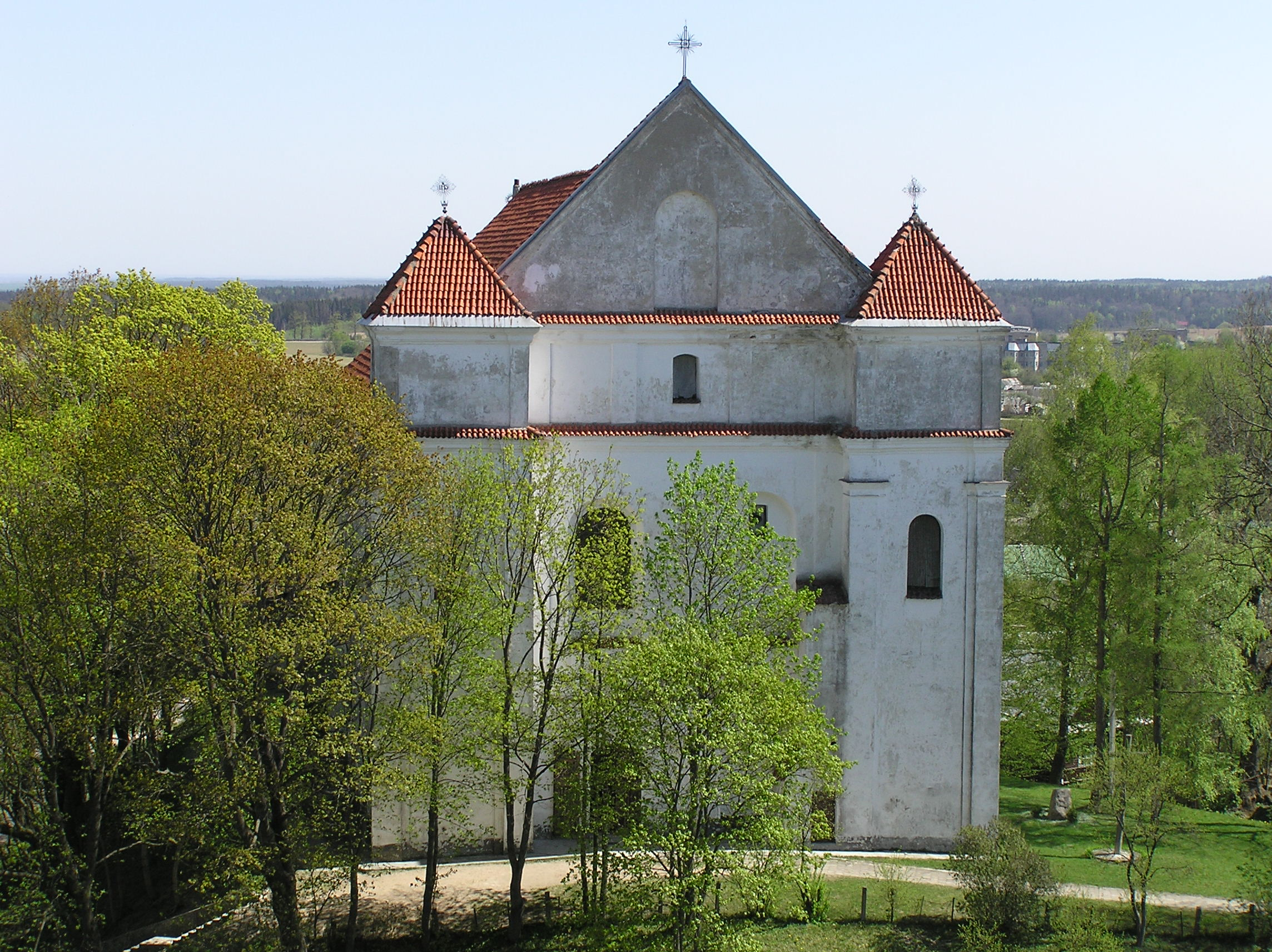
Фарный костёл в Новогрудке

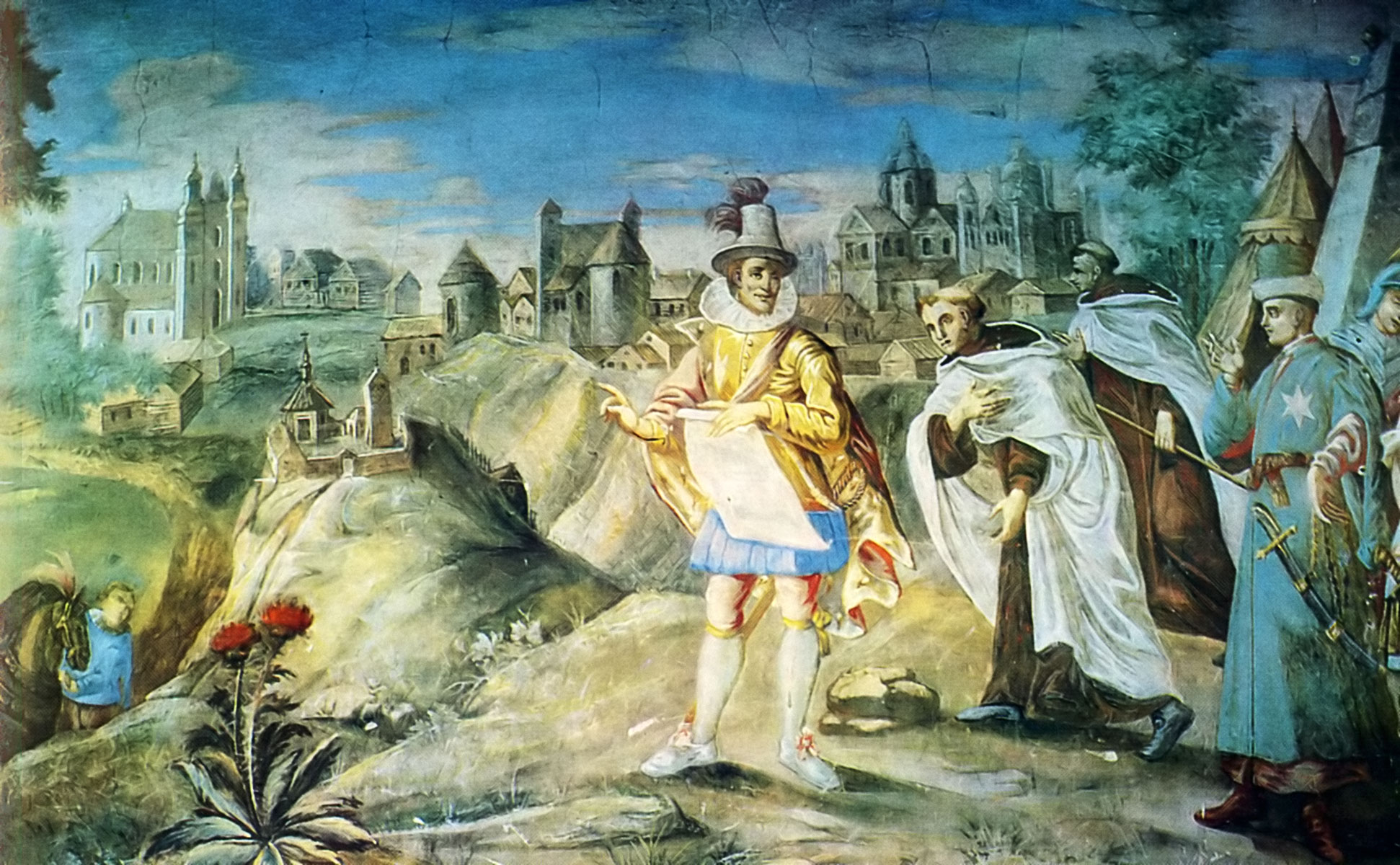
Пауло Петровский. Чтение маршалком папской буллы на строительство монастырей в Могилёве в XVII в. Фреска 1765 года

Во второй половине XVI — первой половине XVII века каменное строительство приобретает широкий размах в западных областях и в силу сложившихся исторических причин ограниченно ведётся в Поднепровье и Северских землях. Здесь застройка городов в основном деревянная, а укрепления по древнерусской традиции — деревянно-земляные. Правда, в ряде городов строились дворцы польских магнатов, монастыри и костёлы, но большинство их было впоследствии разрушено казаками. Примечательны монастыри и костёлы этого времени ― Корецкий Свято-Троицкий монастырь (1571), Дерманский Свято-Троицкий монастырь (XVI в.) на Волыни, Пинский Свято-Варваринский монастырь (XVI в.), пинский костёл и монастырь францисканцев (XVI в.), Супрасльский монастырь (начало XVI в.), монастырь бернардинцев в Минске, заложенный братьями Консовскими (1624), бернардинский костёл в Несвиже (1584—1593), Николаевский костёл в Мире и др.
После Брестской унии 1596 года многие православные церкви и монастыри были переданы униатам и католическим орденам, которые стали их перестраивать. Строительство православных храмов было прекращено. Тем не менее, несмотря на противодействие, в четырёх городах Великого княжества Литовского возникли православные монастыри, начало которым положили деревянные церкви. 

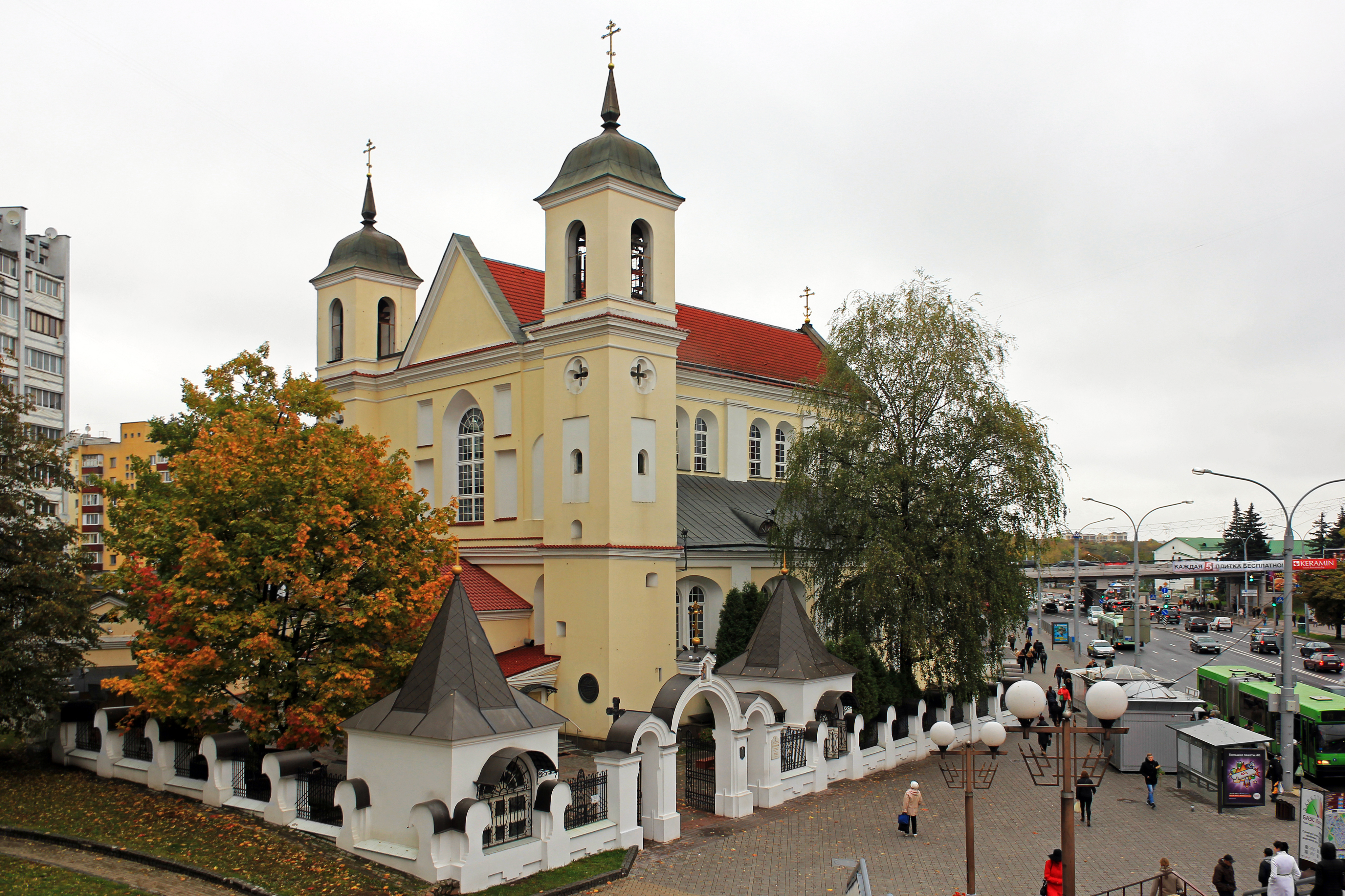
Минский Петропавловский собор

Древнейшая церковь во имя святых апостолов Петра и Павла в Минске построена в 1611 году на пожертвования православной шляхты. Храм стал соборным в Петропавловском православном монастыре. С 1795 по 1799 годы был кафедральным собором Минской епархии. Два раза реставрировался и перестраивался, в 1933 году закрыт. Вновь действует с 1997 года. Это единственный архитектурный памятник эпохи Ренессанса.

### Виленское барокко
Развитие барокко в Великом княжестве Литовском прошло три периода: раннее (конец XVI — первая половина XVII века), зрелое (вторая половина XVII — 30-е гг. XVIII века) и позднее виленское (1730—1780-е гг.).
Ведущим художественным направлением во второй половине XVII — середине XVIII века стало пышное и изысканное барокко. Основные художественные принципы барокко ― стремительность композиции, контрасты масштабов, ритмов, цветовые эффекты, криволинейность очертаний, стремление создать иллюзию безграничного пространства. Экспрессивность барокко была использована церковью в своих целях для эмоционального воздействия на чувства человека и демонстрации тщетности человеческой жизни перед вечным, величественным. Материальной базой для развития стиля явилась архитектура. Тут барокко нашло наиболее полное выражение.
Первым образцом стиля барокко в Великом княжестве Литовском стал костёл иезуитов (1587) в Несвиже с усыпальницей Радзивиллов. Князь Радзивилл Сиротка для его строительства пригласил из Италии известного архитектора монаха-иезуита Дж. Бернардони.
По своей объёмно-пространственной композиции костёл явился первой в восточноевропейском зодчестве трёхнефной крестово-купольной базиликой.

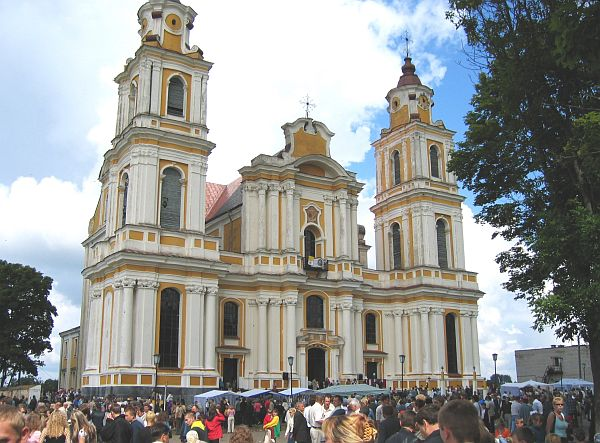
Костёл бернардинцев в Будславе

Виленский костёл св. Казимира заложен в 1604 году, окончательно достроен в 1616 году, это первый пример барокко в Вильне: план храма похож на план первого иезуитского костёла в Риме. Продольный и поперечный нефы образуют латинский крест, а над местом их пересечения восходит высокий купол, боковые нефы претворены в отдельные часовни. В 1620—1631 годах в Вильне построена трёхнефная базилика Всех Святых, исполненная в стиле умеренного барокко. В 1748 году её внутренняя часть сгорела, но в 1754 году алтари и кафедра реконструированы в стиле позднего виленского барокко с использованием искусственного мрамора и различными скульптурами (возможно, по проекту Иоганна Глаубица).
В XVII веке в архитектуре Великого княжества Литовского проявилась тенденция сосуществования разных архитектурных типов и их взаимодействия. Примером может служить костёл Иоанна Крестителя в Камаях (1603—1606), объединяющий формы оборонительного зодчества с готикой и ренессансом.
Однако в культовом и замковом строительстве более обозначился синтез форм барокко с местными архитектурными особенностями (Могилёвский Богоявленский собор, Жировичский Успенский собор, костёлы в Гродно, Несвиже, Вишнёво, костёл францисканцев в Ивенце, костёл августинцев в Михалишках, Троицкий костёл бернардинцев в Бенице близ Минска и костёл в Будславе на Мядельщине,
костёл и монастырь кармелитов в Глубоком ― первый образец виленского барокко в Белоруссии).
В XVII веке в архитектуре Великого княжества Литовского сформировался художественный стиль барокко. Башни утратили своё функциональное значение, сделавшись композиционными элементами. Основными приметами культовых зданий стали монументальность, соответствие горизонтальных и вертикальных членений, тектоническое единство объёмов. Таковы костёлы кармелитов в Засвири, бернардинок в Слониме, августинцев в Михалишках. В более массивных культовых зданиях бралась за образец трёхнефовая крестово-купольная базилика с двумя башенными фасадами. Таковы Успенский собор в Могилёве, Успенский собор в Жировичах. В XVII веке только в Гродно построены костёл и монастырь бригиток (1634—1642), монастырь францисканцев (1635), кафедральный костёл иезуитов (1678), позже — костёл и монастырь базилианок (1720—1751).
Примером позднего виленского барокко является, например, виленский костёл Архангела Рафаила (1709). На вторую половину XVII века приходится распространение идей Возрождения.
В 1717 году виленский римско-католический епископ Константин Казимир Бжостовский построил в Вильне костёл во имя Сердца Иисуса, архитектурно отвечающий всем чертам позднего барокко. Многие дворцово-замковые ансамбли (резиденция Сапег в Гольшанах,
Несвижский дворцово-замковый комплекс, Ружанский дворец, Смолянский замок, Щорсы) создавались согласно новой планировке, более художественным и пластичным становится их оформление.

### Архитектура Великого княжества Литовского в XVII―XVIII веках

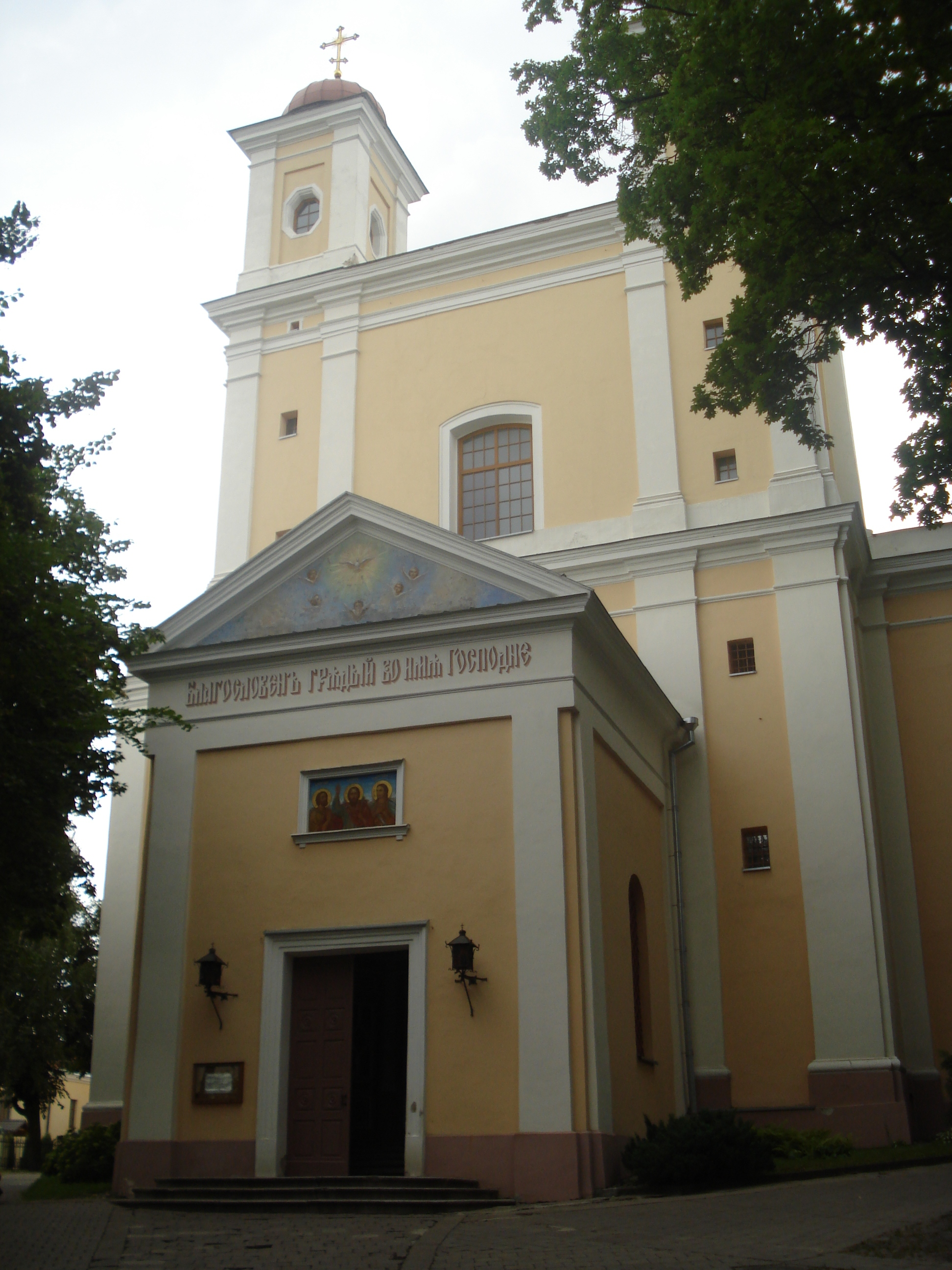
Виленская соборная церковь Св. Духа

В 1597 году сёстры Феодора и Анна Воловичи на своём участке в Вильно построили деревянную православную церковь в честь Сошествия Святого Духа, вокруг которой сгруппировались члены православного виленского Свято-Троицкого братства, оставшиеся без храма, перешедшего к униатам. С 1609 года там образовался православный монастырь с пятиклассным училищем, типографией и богадельней. К 1611 году это был единственный виленский православный храм, не отданный униатам. Объясняется это тем, что Свято-Троицкое братство ещё в 1588 году получило от константинопольского патриарха права ставропигии и местным духовным властям не подчинялось. В 1634 году король Владислав IV разрешил построить на месте деревянной церкви каменную. В начале XVIII века церковь разорили шведы, затем её восстановили, но при большом пожаре 1749 года она сгорела дотла. Восстановлена архитектором И. Глаубицем. Это — единственная в Литве православная церковь в стиле виленского барокко, больше похожая на костёл: в основе плана лежит латинский крест, церковь имеет две башни, над скрещением главного и поперечного нефов ─ высокий купол.
В 1623 году подкоморием Богданом Статкевичем-Заверским был заложен Оршанский Богоявленский Кутеинский монастырь, ставший одним из центров православия на долгие годы. Комплекс монастыря составляли деревянный Богоявленский собор (1635), Свято-Духовская (1762) и Троицкая церкви в стиле барокко, колокольня и хозяйственные постройки. От первоначальных строений сохранилась часть каменной стены. В 1812 году монастырь был разрушен. В 1995 году отреставрирована Троицкая церковь, но её первоначальный облик утерян.
Близ Мстиславля на месте явления иконы Божией Матери была построена деревянная православная церковь. Поскольку явление произошло в день Сошествия Святого Духа, то и каменный монастырь, выросший здесь в 1641 году в урочище Тупичевщина стараниями местного помещика Константина Мацкевича, назвали Тупичевским Святодуховским. Он имел 4 церкви, колокольню, большое подсобное хозяйство и скоро стал одним из центров православия в Великом княжестве Литовском. В XVII веке на многие километры вокруг кроме него не было ни одного православного храма. В 1941 году монастырь сгорел. Остались лишь часть каменной стены толщиной в метр с башенками (конец XIX в.) и подземелья. На месте монастыря маслодельно-сыродельный завод. В 1665 году в окрестностях города дочерью мстиславского стольника Марианной Суходольской заложен женский Мазоловский монастырь, от которого после пожаров и перестроек остались две церкви конца XVIII века. В 1772 году он был передан униатам.
Со второй половины XVII века из-за войн и эпидемий развитие городов в Великом княжестве Литовском приостановилось почти на столетие. Население уменьшилось, многие сёла были разграблены и сожжены. Тем не менее, возводились монастыри и костёлы. Так, в 1647 году окончательно достроен виленский костёл св. Игнатия в стиле барокко с монастырём иезуитов. В середине XVIII века после пожара здания перестроили. В 1648—1689 годах подканцлером Великого княжества Литовского Казимиром Сапегой возведён один из известных монастырей XVII века архитектуры зрелого барокко ― Берёзовский монастырь картезианцев.
В 1648 году закончено строительство пинского униатского кафедрального костёла св. Станислава (1635—1648) — не сохранившегося памятника архитектуры середины XVII века. В 1657 году в его склепе был захоронен католический святой Андрей Боболя. Впоследствии монастырь перешёл к базилианам, затем к православным, в 1800 году освящён как Богоявленский.
Построенное в середине XVII века, здание коллегиума соединяет в себе архитектуру ренессанса и барокко.

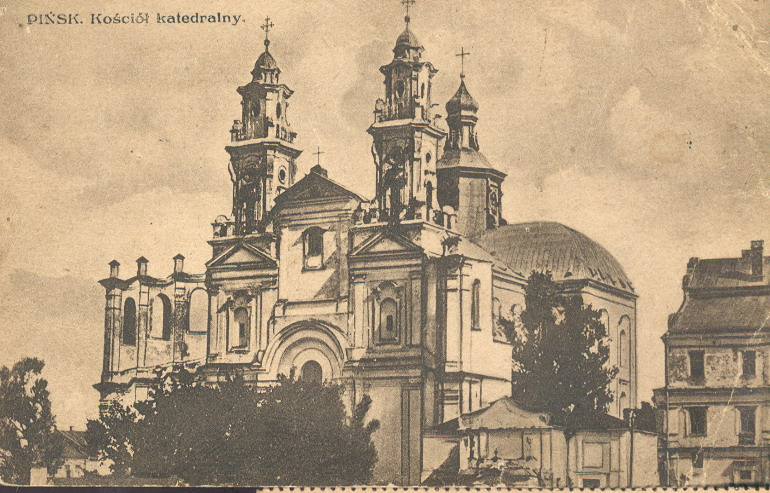
Костёл св. Станислава в Пинске. Польская открытка 1939 года

В XVII веке в Слониме построен костёл каноников латеранских, перестроенный в XIX веке, а затем и разрушенный. Во второй половине XVII века в Слониме построен костёл бернардинок. Примечателен он тем, что его фасад обращён во двор, а на улицу смотрит алтарная часть. Алтари костёла созданы по эскизам И. Глаубица.

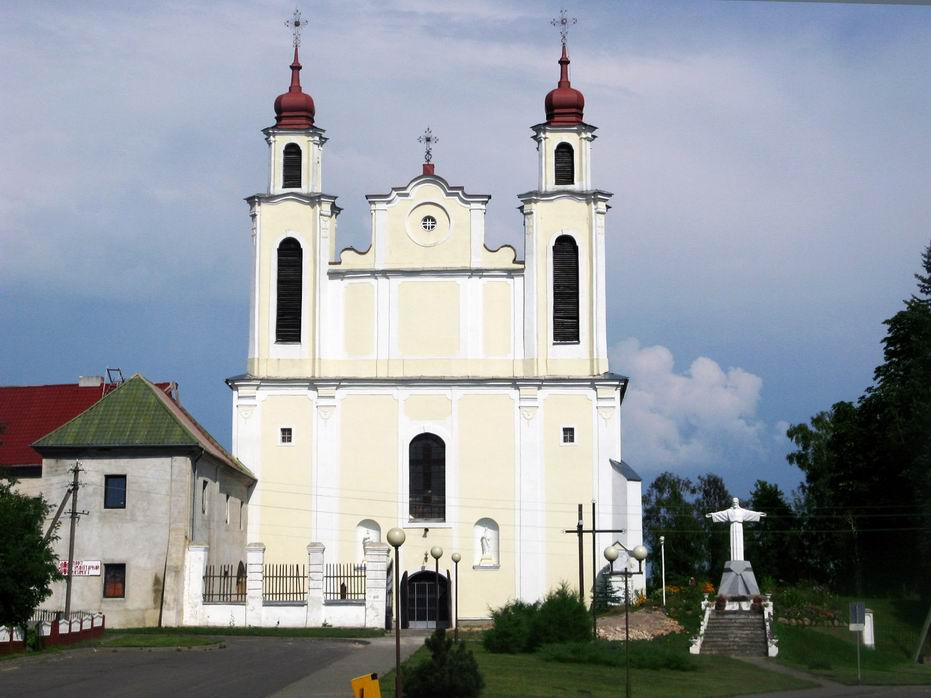
Петропавловский костёл в Ивье

В Ивье на Гродненщине около 1600 года на средства С. Кишки на месте старой деревянной церкви построены Петропавловский костёл и монастырь бернардинцев в стиле барокко. Он неоднократно разрушался и так же неоднократно восстанавливался и достраивался.
Построен Жодишковский Троицкий костёл кальвинистов ― памятник архитектуры ренессанса 1612 года.
В 1615 году в Большой Берестовице на средства Иеронима Ходкевича был построен новый костёл, который по своей архитектуре близок к храму Петра и Павла в Кракове и строился по проекту того же архитектора. Костёл был освящён в честь Пресвятой Девы Марии. Со временем при нём была открыта одна из первых на Гродненщине приходских школ, а затем и больница для бедных. Этот храм хорошо сохранился. В 1617—1787 гг. построен каменный Троицкий костёл в Ружанах с элементами классицизма, в 1620 году возведён костёл иезуитов в Замостье близ Слуцка, в Мстиславле в 1637 году построен костёл кармелитов, построены кирпичные Троицкий костёл и монастырь бернардинцев в стиле барокко в Друе на Витебщине (1643—1646).

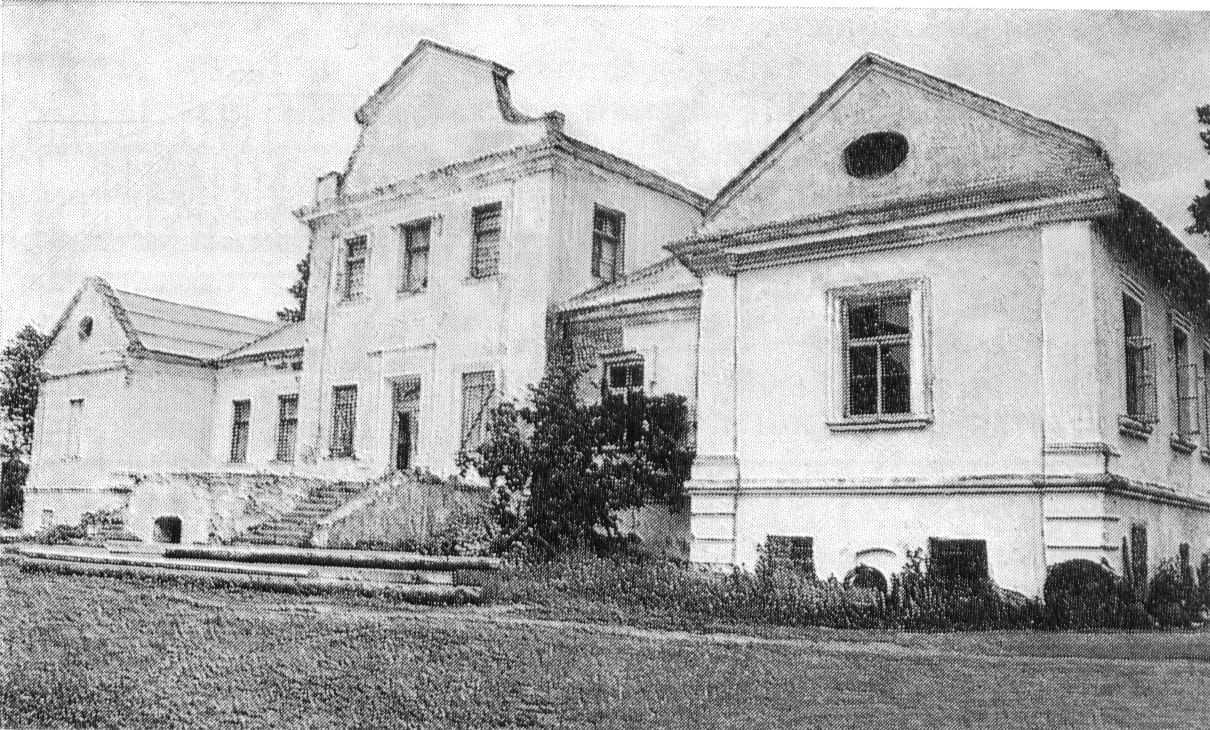
Усадьба Леонполь

В стиле раннего барокко в деревне Михалишки построен костёл Михаила Архангела (1653, архитектор К. Пенс),
в деревне Вистичи на Брестчине — Троицкий костёл цистерцианцев (1678). На средства Е. Булгака, С. К. Радзивилла и Я.-А. Сангушко в 1683 году в Клецке построены костёл Благовещения Пресвятой Девы Марии и монастырь доминиканцев.
В старом городе Вильнюса сохранился костёл ордена августинцев Пресвятой Божией Матери Утешения (1670) — памятник позднего барокко, последнее по времени здание барочного типа в Вильнюсе.
В XVIII веке возводились костёлы и монастыри униатов ― Софийский собор в Полоцке, Покровский монастырь в Толочине,
Воскресенская церковь в Витебске, Богоявленская и Крестовоздвиженская церкви в Жировицах и др. Для костёлов этого времени в Великом княжестве Литовском характерны монументальные формы, сложившиеся под влиянием итальянского барокко. Это костёлы кармелитов в Мяделе (1739—1754) и Могилёве (1739—1752), бернардинцев в Будславе (1767—1783), иезуитов в Полоцке (1745).

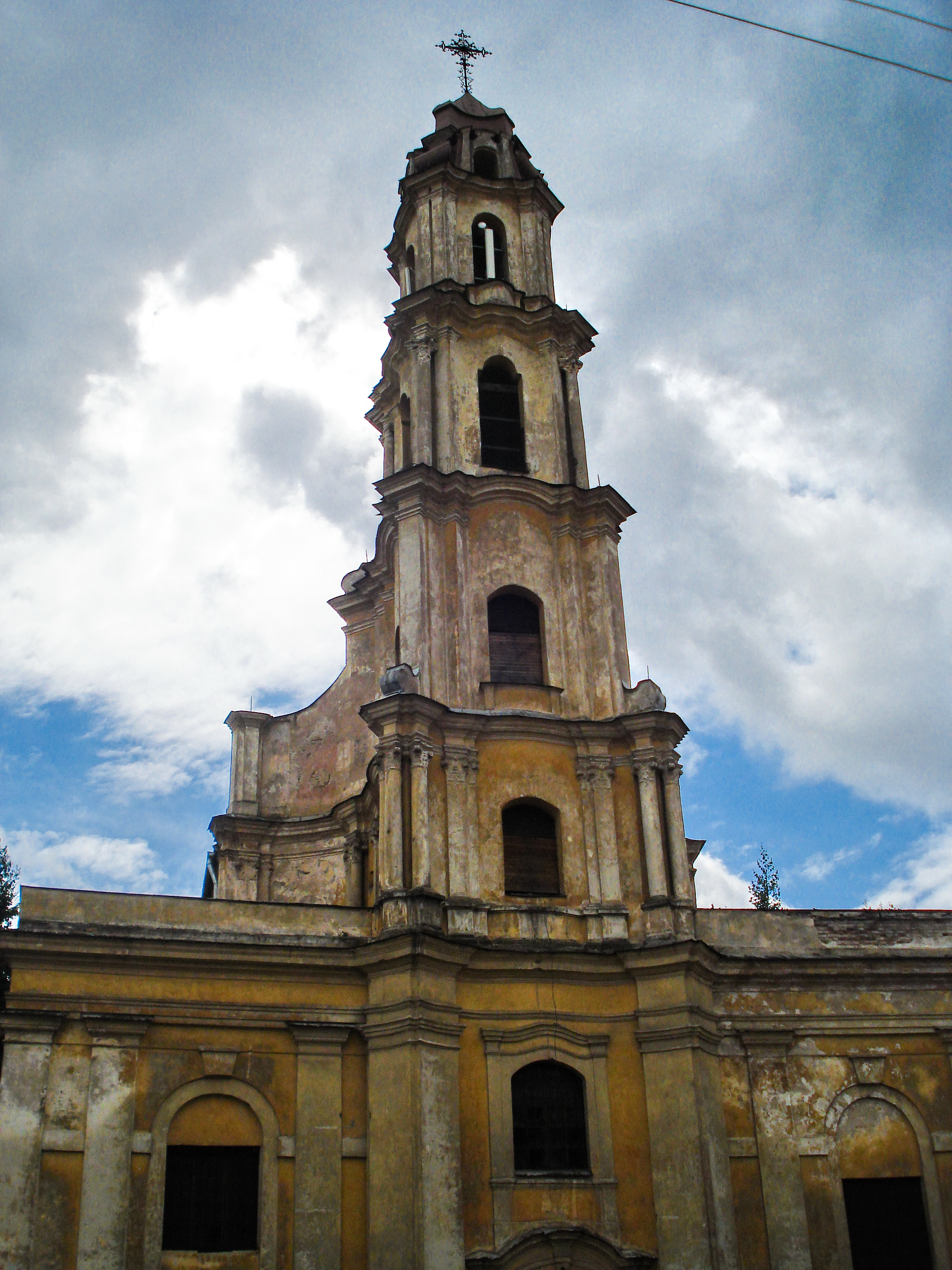
Костёл Божией Матери Утешительницы в Вильнюсе

Появились такие незаурядные строения, как костёл монастыря тринитариев в Кривичах на Мядельщине, костёл Матери Божией в Костеневичах близ Вилейки, костёл доминиканцев в Ракове на месте старого, построенного в 1686 году по фундации К. Сангушко.
В Ивенце по проекту архитектора А. Чеховича в стиле виленского барокко построен костёл св. Михаила Архангела (1749). В 1869 году его передали православным, вследствие чего на башнях костёла появились луковичные купола. Когда в 1920 году Ивенец оказался под Польшей, купола убрали.

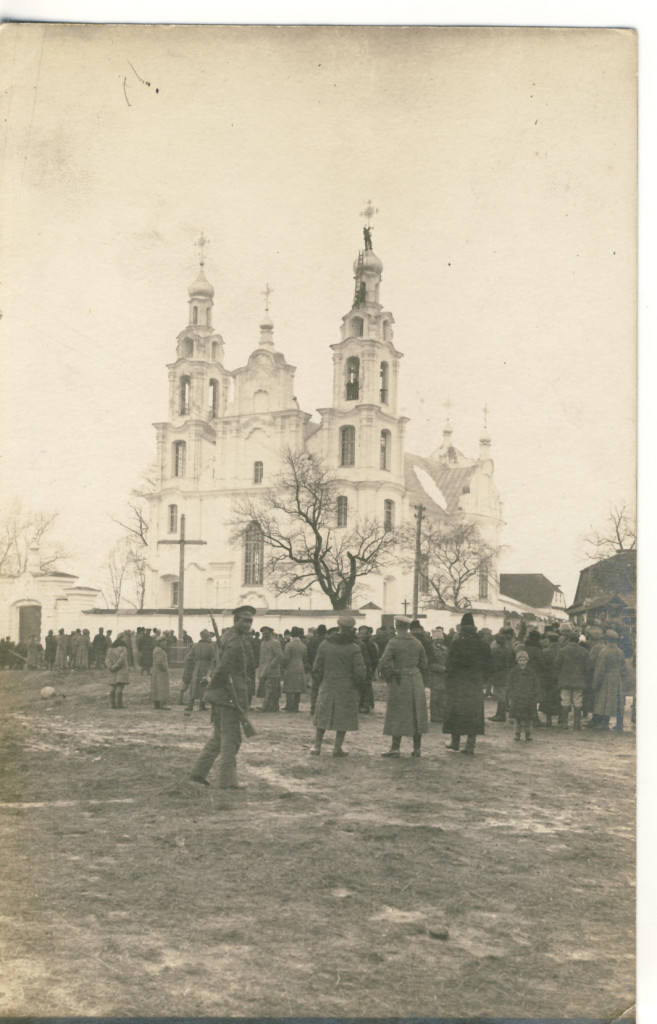
Костёл Михаила Архангела в Ивенце. Фото 1918 года

В середине XVII ― начале XVIII века, несмотря на ширящееся зрелое барокко, иногда внешнее оформление храмов всё же отличалось сдержанностью; костёлы, как ранее при готике, стали походить на маленькие крепости. Такой архитектурный стиль впоследствии получил название сарматского барокко.
Это фарный костёл в Новогрудке начала XVIII века, костёл монастыря бенедиктинок в Минске (ныне православный кафедральный Святодуховский собор), костёл в Засвири (1714), костёл августинцев в Михалишках (вторая половина XVII в.). Понятие сарматизма вышло из теории, по которой некоторые славянские и балтские народы якобы произошли от древнего племени сарматов. По этой теории Сарматией считали Польшу, Великое княжество Литовское, Чехию. Средневековый историк А. Гваньини назвал свой труд «Описание Европейской Сарматии».
В начале XVIII века в Слуцке только православных монастырей и церквей было 14. К настоящему времени остались лишь Михайловская церковь (вторая половина XVIII в.) и Духовное училище (1767).
Из православных построек XVII века в Могилёве известны Богоявленская церковь (1636), пострадавшая во время войны и снесённая, а также Покровская и Успенская церкви, также не уцелевшие. Из католических сооружений сохранились костёл кармелитов в стиле барокко (первая половина XVIII в.), перестроенный в стиле классицизма, и перестроенный фарный костёл 1604 года. Архитектурным памятником являлась могилёвская ратуша XVII века, повреждённая во время войны; её снесли в советское время, но восстановили к 2008 году. В 1637 году в городе была построена деревянная православная Свято-Никольская церковь. На её месте в 1672 году встал кирпичный храм, неоднократно перестраиваемый.

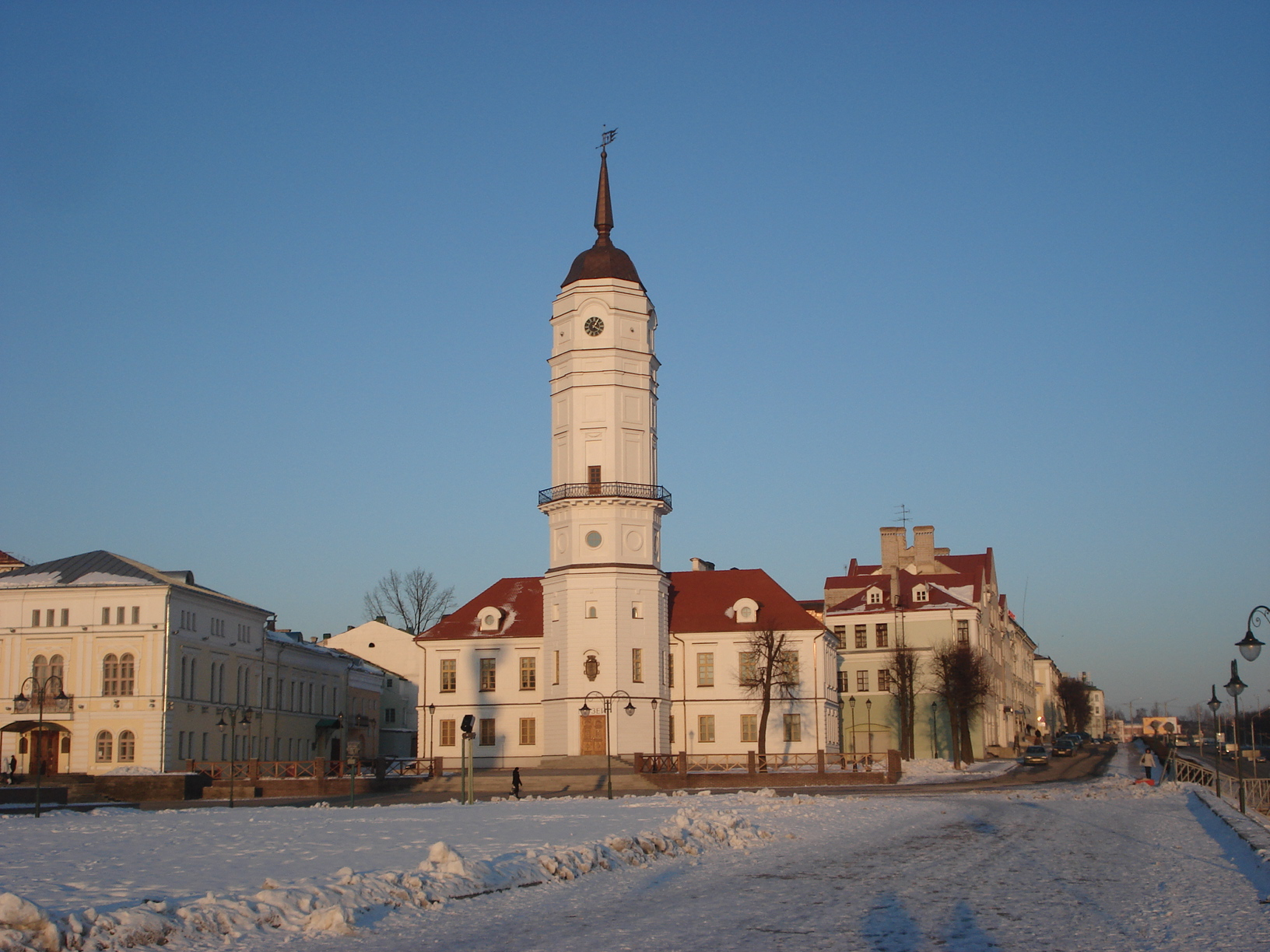
Могилёвская ратуша

Фарный костёл Преображения Господня в Новогрудке построен в конце XIV века. Здесь польский король Ягайло венчался с Софьей Гольшанской ― с этого времени началась династия Ягеллонов. В костёле был крещён Адам Мицкевич. В начале XVIII века костёл перестроен в стиле сарматского барокко.
В конце XVI ― начале XVIII века в Минске возведены костёл и монастырь иезуитов. Костёл и несколько хозяйственных построек монастыря сохранились. Невдалеке стоят мужской и женский монастыри бернардинцев XVII века в стиле барокко. Здесь же в XVII веке находился костёл доминиканцев, снесённый в 1950-х годах.
Костёл в Ворнянах, построенный архитектором Августом Косаковским на средства Марианны Абрамович в 1769 году, также пример виленского барокко.
Владельцем Ружан Львом Сапегой возведён замок в ренессансном стиле. Замок неоднократно подвергался разрушению, во второй половине XVIII века перестроен архитектором Яном Самуэлем Беккером.

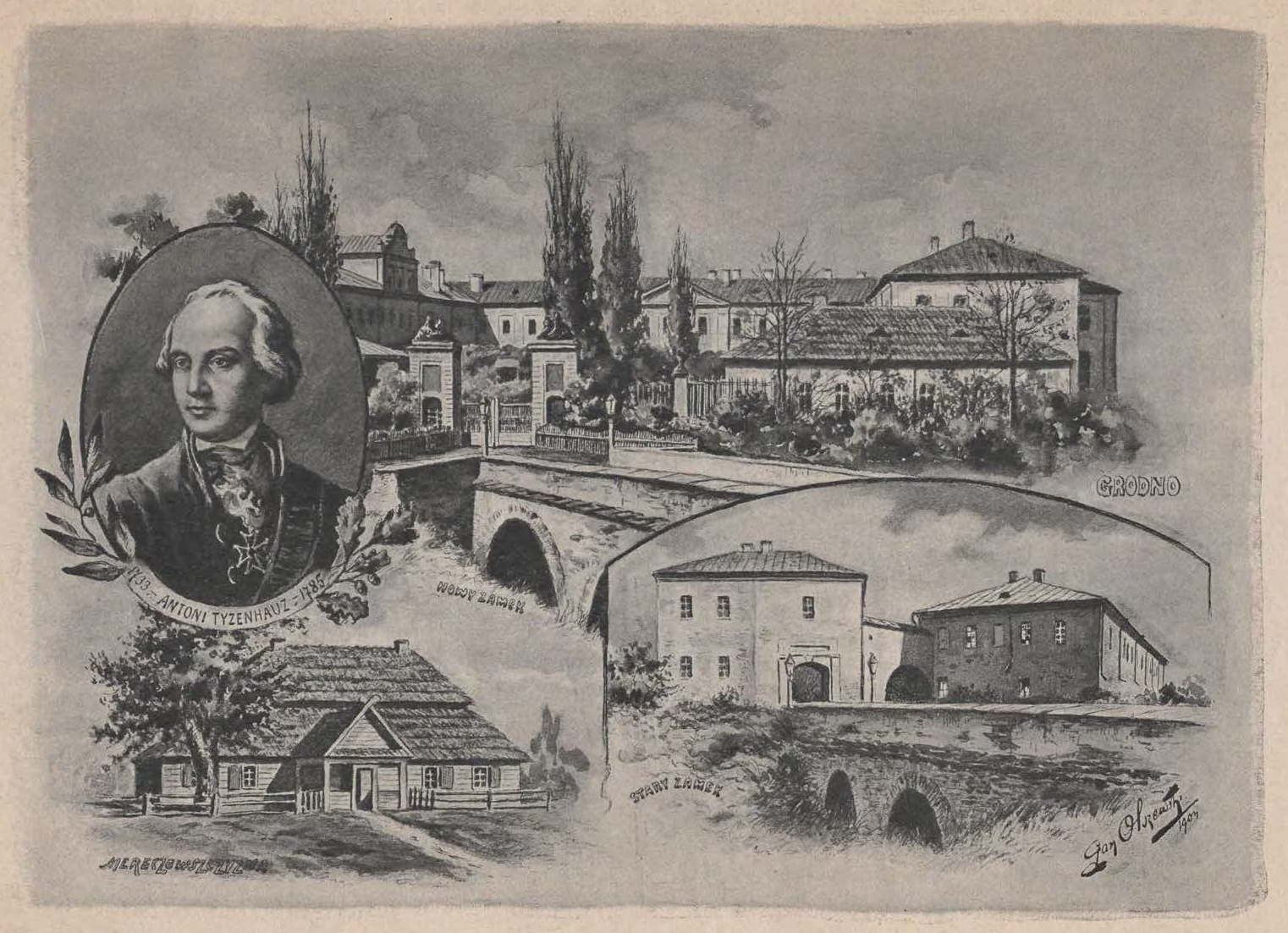
Антоний Тизенгауз

Построен костёл Михаила Архангела с двумя высокими башнями в деревне Лужки на Шарковщине (1756). В середине XVIII века в Будславе на средства местной помещицы Барбары Скорульской заложен католический монастырь, который не сохранился, но в оставшуюся постройку в 1767—1783 годах был встроен костёл с каплицей. Ширина фасада костёла более 30 метров.
Во второй половине XVIII века в некоторых городах Великого княжества Литовского строятся мануфактуры и рядом с ними рабочие посёлки с регулярной планировкой. Наиболее полно это проявилось в Гродно и Поставах в результате деятельности Антония Тизенгауза.

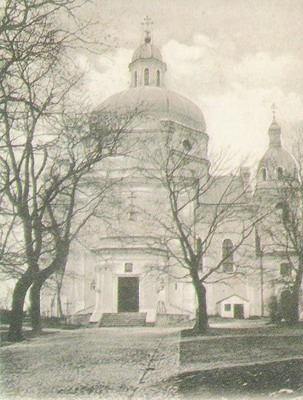
Костёл Марии Магдалины в Вильнюсе

От барочного классицизма во второй половине XVIII века в некоторых архитектурных проявлениях были попытки перейти к «чистому» классицизму, ориентированному на зодчество Древнего Рима. Первым примером античного стиля на землях Великого княжества Литовского стал костёл в Жирмунтах (1788) близ города Лида, построенный придворным архитектором Радзивиллов Яном Подчашинским. В бернардинском костёле (1765) литовского городка Тельшяй видны первые признаки классицизма: это безбашенный фронтонный костёл купольно-центрической композиции. Схож с ним костёл в ансамбле монастыря ордена камальдулов в Пажайслисе (1667—1712), архитекторы Л. Фредо и братья К. Путини и П. Путини. К этому стилю относятся и костёл монастыря визитанток (1729—1744) архитектора Юзефа Поля,
и церковь Марии Магдалины в Вильнюсе.
Костёл Господа Иисуса и монастырь тринитариев, возведённые в 1717 году архитектором Ф. Барнини на средства Казимира Яна Сапеги, построены по римским образцам. В 1772 году орден доминиканцев на месте деревянного костёла 1669 года в Вильне построил костёл Обретения Святого Креста с девятнадцатью каменными часовнями в стиле барокко. В 1962 году часовни взорвали, к настоящему времени они восстановлены. Францисканский костёл Вознесения Пресвятой Девы построен в Вильне в 1421 году, но сгорел. Его отстраивали неоднократно. Последний вариант костёла, сохранившийся доныне, датируется 1764 годом. Это переходной стиль ― от барокко к классицизму. Виленский костёл Вознесения Господня в стиле позднего барокко построен в 1753 году, к нему примыкает монастырь миссионеров ― самый большой монастырь современного Вильнюса.
В 1695 году на берегу Вилии заложены деревянные костёл Пресвятой Троицы и монастырь тринитариев, отчего эта местность со временем стала зваться Тринополь. В 1710 году строения сгорели, на их месте построены каменные в стиле позднего барокко. В 1812 году при нашествии Наполеона здесь находился французский госпиталь.

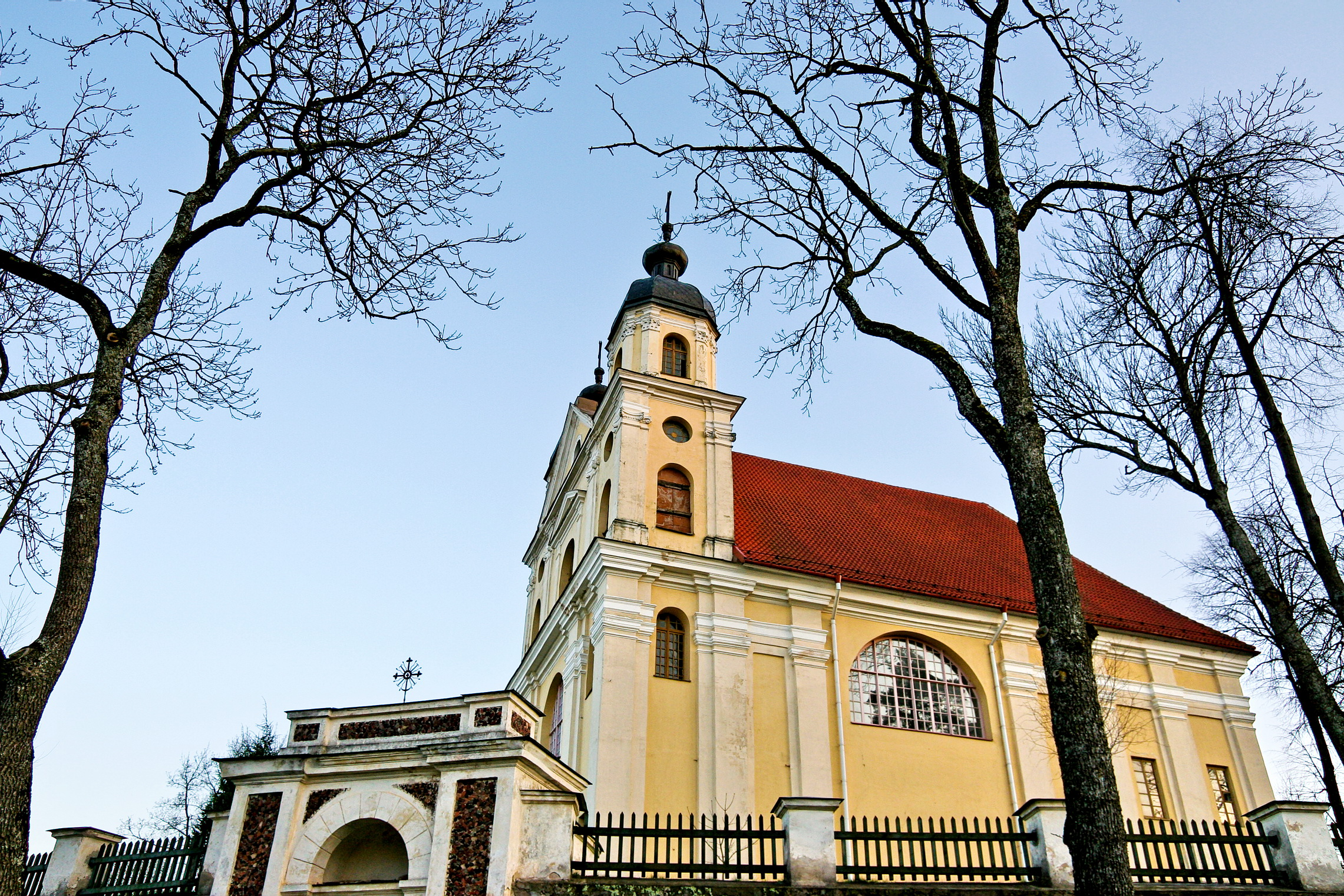
Костёл Пресвятой Троицы в Вильнюсе

На месте деревянной церкви 1622 года, построенной орденом бенедиктинцев и сгоревшей в 1655 году, в 1703 году в Вильне возведён каменный костёл Святой Екатерины. В 1741—1773 годах Глаубицем проведена реконструкция костёла.
На средства Михала Кошица, виленского воеводы Казимира Сапеги и гетмана польного литовского Михаила Казимира Радзивилла в 1709 году основан иезуитский костёл в предместье Вильны на Снипишках. Сначала он был деревянным, в 1715—1730 годах построен каменный; при костёле в 1740 году возведён каменный монастырь. В 1773 году эти строения перешли к ордену пиаров.
Кроме культовых зданий, в городах имелись усадьбы, жилые и общественные дома ― ратуши, аустерии. В сёлах и местечках панские усадьбы обычно состояли из двух-трёх свободно расположенных дворов. Главный двор — как правило, парадный, по форме четырёхугольный, застраиваемый хозяйственными помещениями, кухнями и др. Таковы, например, Леонпольская усадьба Лопатинских (1750) в Миорском районе Белоруссии, в 1919 году переделанная под костёл, Большеможейковская усадьба Ходкевичей конца XVIII века на Гродненщине (сохранился флигель), которую в 1821 году посетил император Александр I, или усадьба XVII века в городе Высокое на Брестчине, принадлежавшая Сапегам. Им же принадлежал и дворцовый комплекс в Ружанах на Брестчине, в котором яркая выразительность форм сочеталась с функциональностью оборонного пункта.
В 1765—1780-х годах в Гродно по инициативе Антония Тизенгауза архитекторами И. Мёзером и Дж. Сакко построен архитектурный комплекс, включавший 85 зданий различного назначения. Для заграничных мастеров местных мануфактур были построены 20 жилых домов в стиле позднего барокко с кирпичными фасадными стенами и деревянными боковыми. Это первая типовая застройка в Великом княжестве Литовском. Из общественных зданий сохранились полоцкая кирха (1775) в стиле неоготики, слонимская ратуша в стиле барокко (середина XVIII века). Памятник гражданской архитектуры ― торговые ряды в Поставах на Витебщине (1760-е), каменное квадратное сооружение с замкнутым двором.

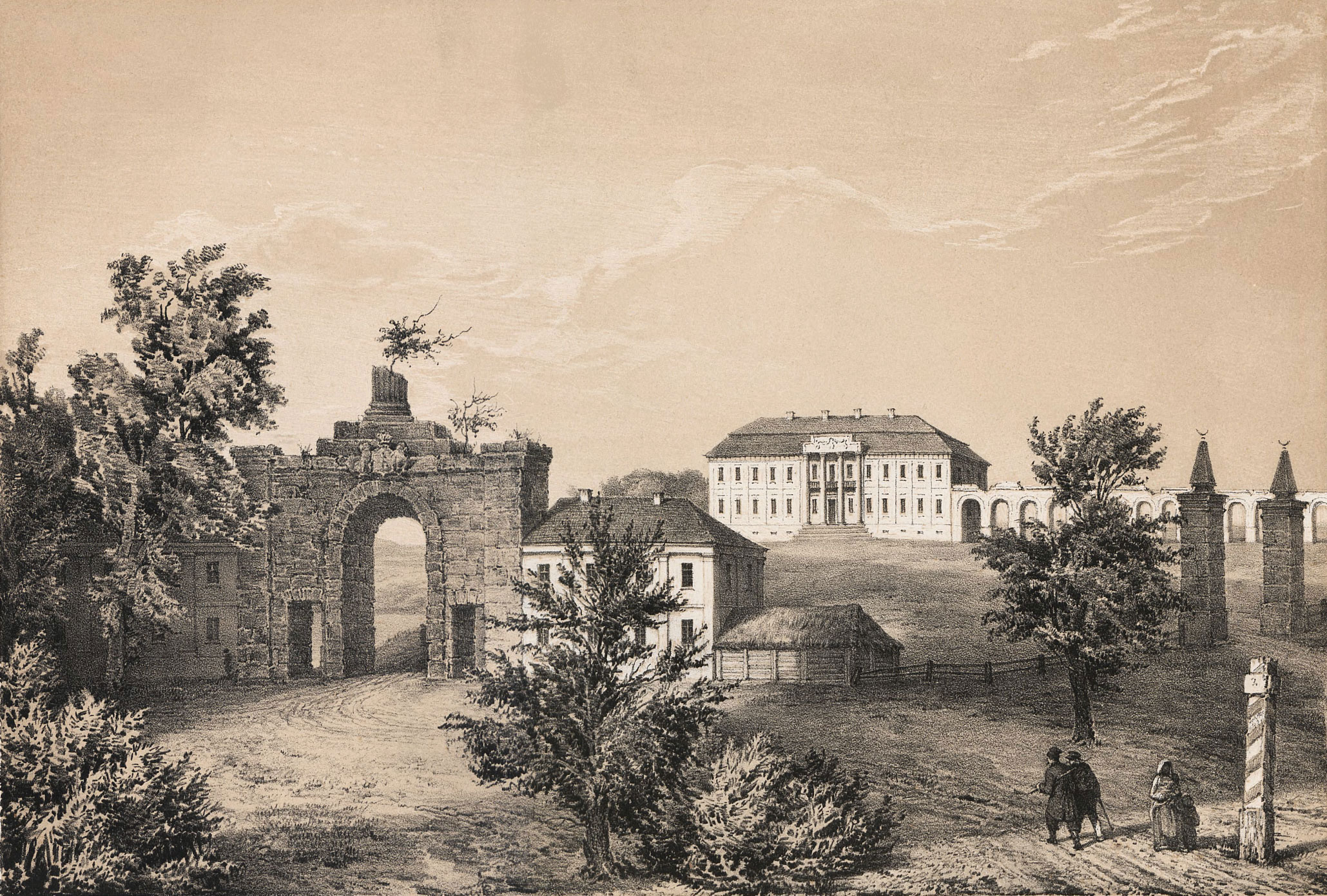
Дворец в Ружанах
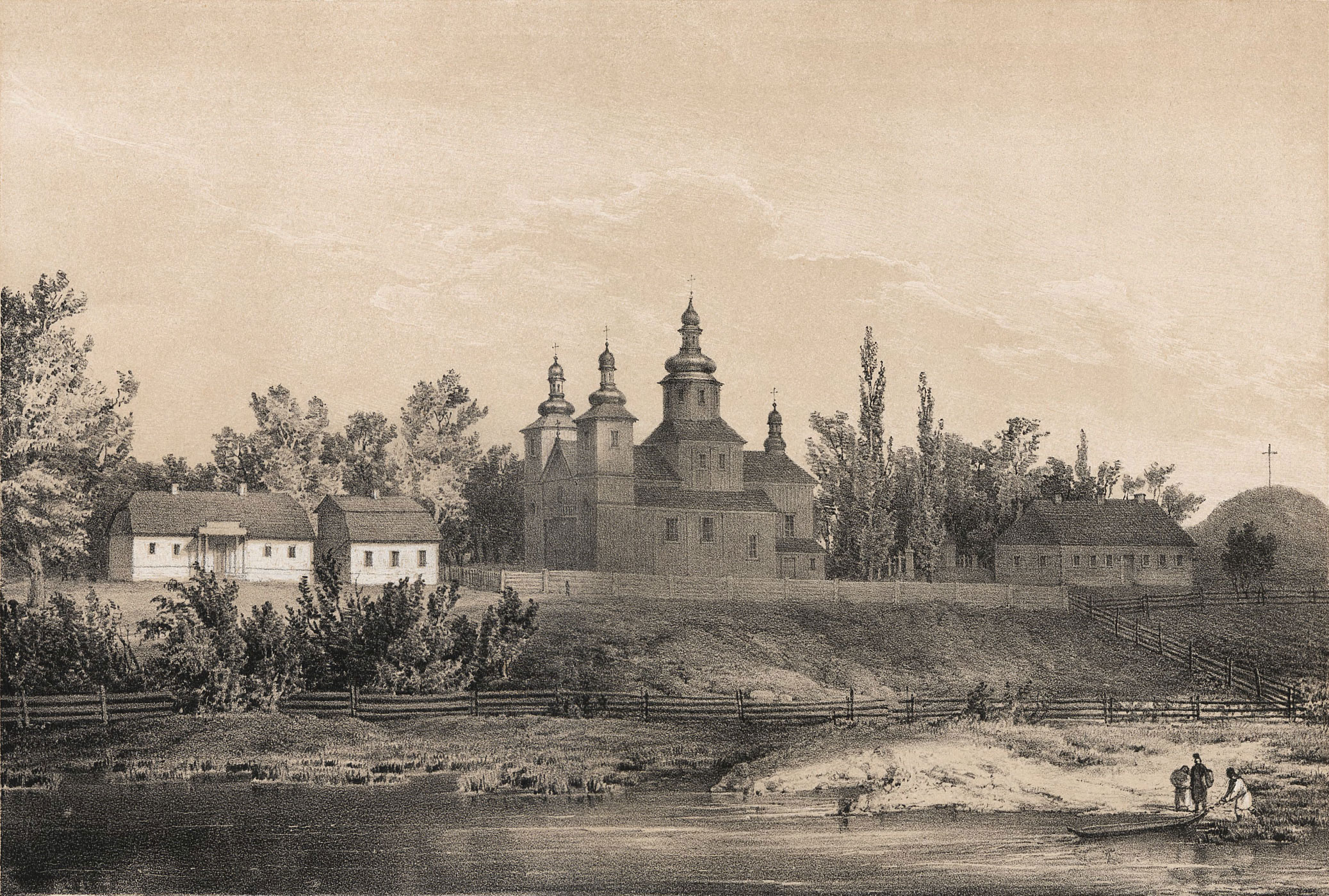
Н. Орда. Лещинский монастырь в Пинске
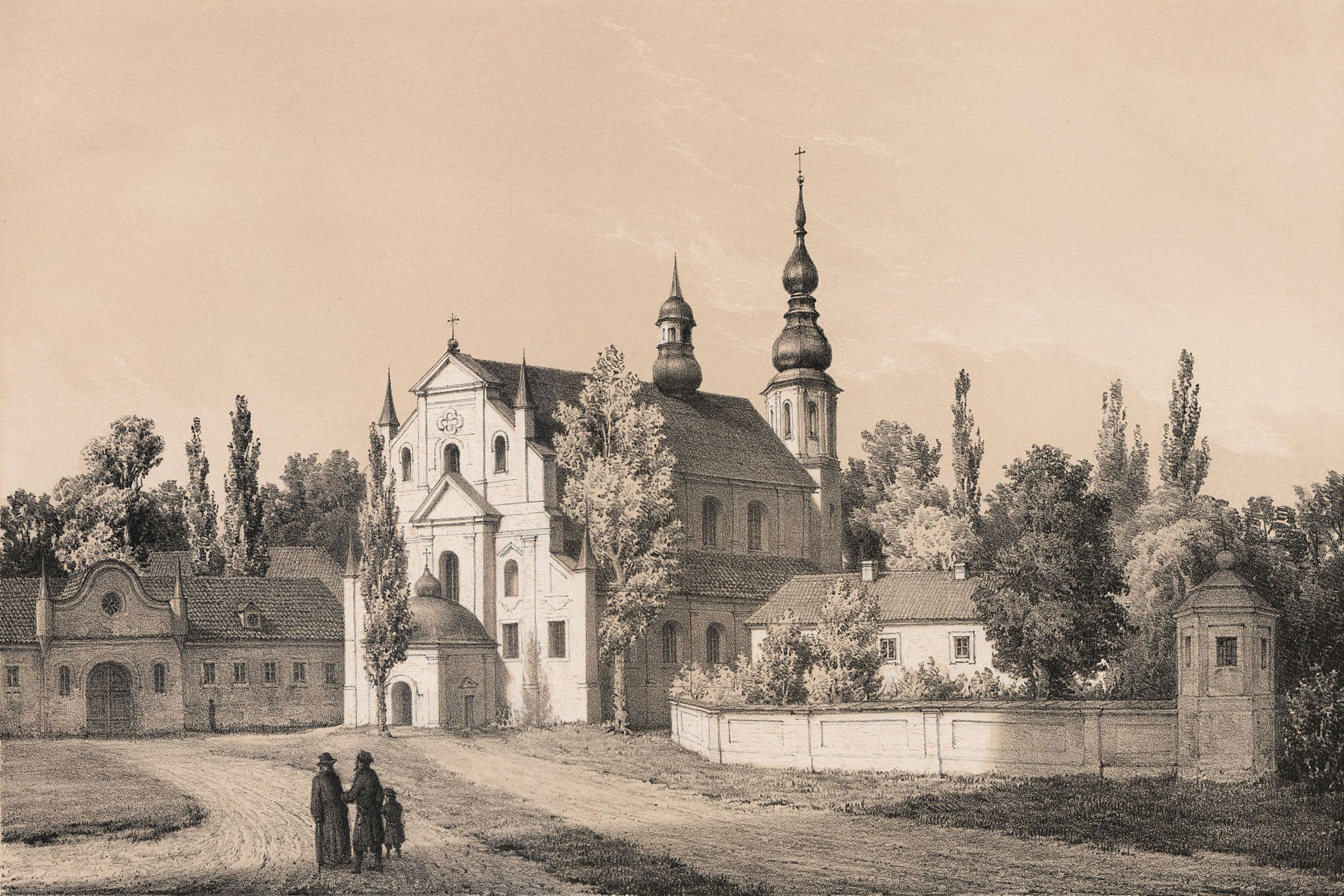
Н. Орда. Картузианский монастырь в Берёзе
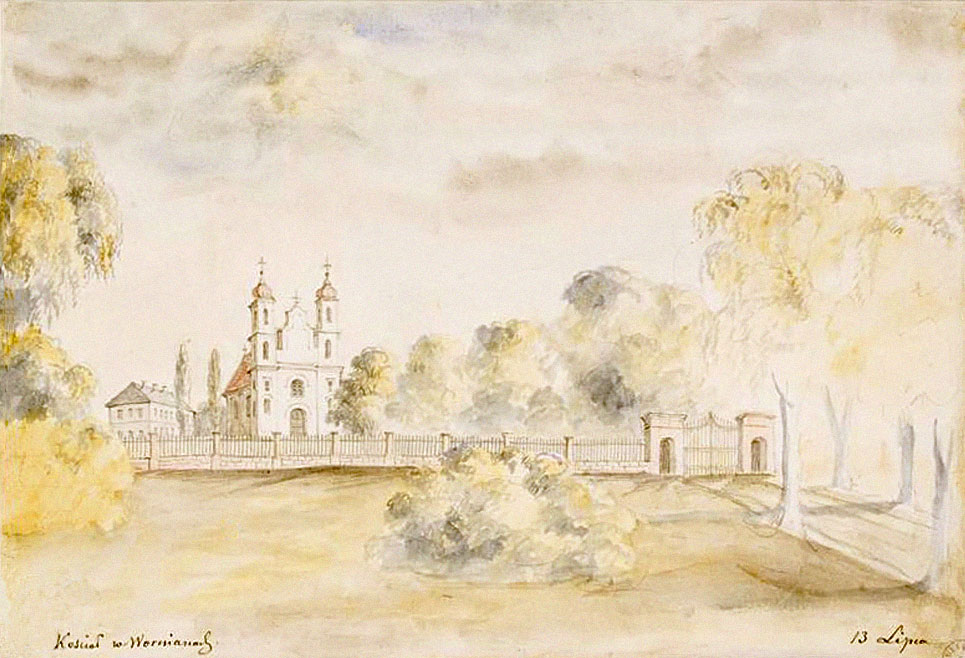
Н. Орда. Ворняны. Костёл св. Юрия
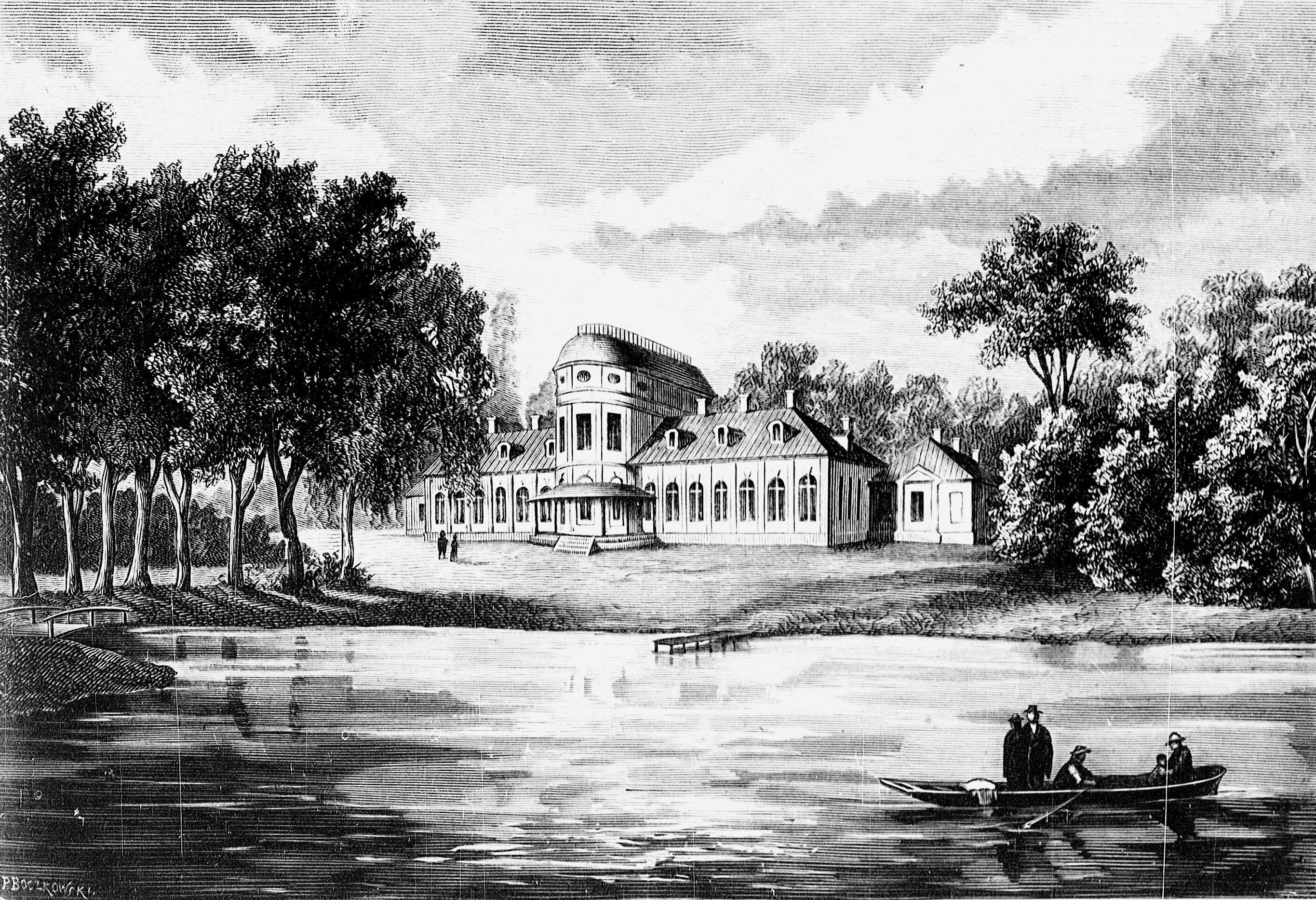
Усадьба в Щорсах
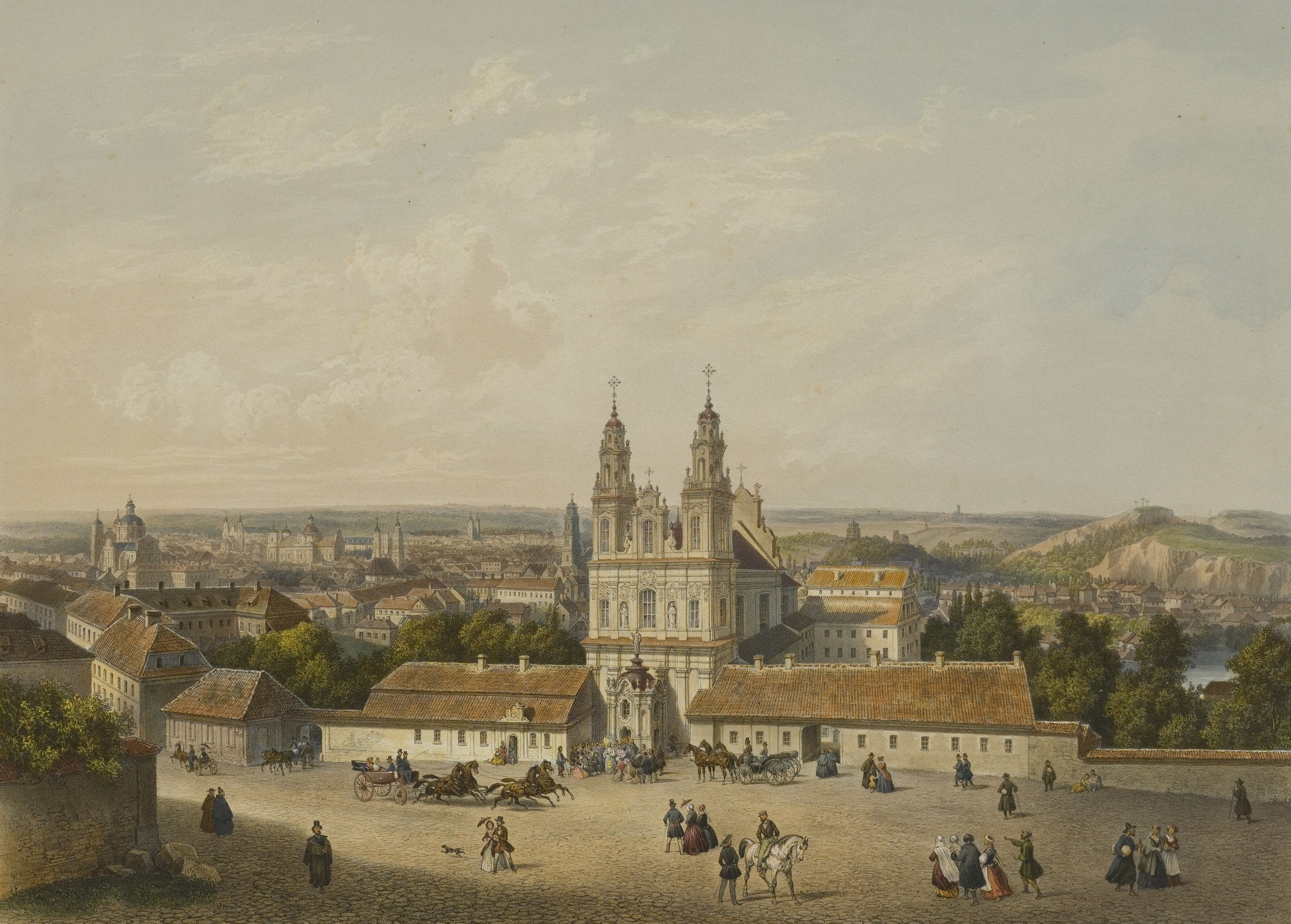
Зигмунт Фогель. Костёл миссионеров в Вильне